# Liga Națională de handbal feminin 2020-2021
Liga Națională de handbal feminin 2020-2021, denumită din motive de sponsorizare Liga Florilor MOL, a fost a 63-a ediție a primului eșalon valoric al campionatului național de handbal feminin românesc, respectiv a 24-a ediție în sistemul Ligii Naționale. Competiția a fost organizată de Federația Română de Handbal (FRH) și a fost câștigată de CSM București.
Ediția din 2019-2020 a fost grav afectată de pandemia de coronaviroză cauzată de noul coronavirus 2019-nCoV (SARS-CoV-2). Din acest motiv, pe 18 mai 2020, Consiliul de Administrație al FRH, întrunit sub formă de videoconferință, a decis cu 11 voturi „pentru” și 5 voturi „împotrivă” ca în Liga Națională feminină 2019-2020 să nu se mai dispute restul de meciuri rămase și să se încheie campionatul fără acordare de titlu și medalii. De asemenea, s-a votat în unanimitate ca nici o echipă să nu retrogradeze în Divizia A, dar să se organizeze un turneu de promovare în urma căruia în Liga Națională de handbal feminin 2020-2021 să promoveze primele 3 echipe din Divizia A. De aceea, ediția 2020-2021 a Ligii Naționale s-a desfășurat cu 16 echipe. La încheierea competiției, echipele clasate pe locurile 13–16 au retrogradat direct, în timp ce echipele clasate pe locurile 11–12 au disputat meciuri de baraj pentru menținerea în Liga Națională, astfel că s-a revenit la formatul cu 14 echipe din anii trecuți.

## Televizări
Ca și în sezonul precedent, Televiziunea Română și-a adjudecat dreptul de a transmite partide din Liga Națională, contractul fiind semnat pentru două sezoane, dar presa sportivă a sugerat că FRH a refuzat o ofertă mult mai avantajoasă a Clever Media. Restul meciurilor au fost difuzate online pe platforma Federației Române de Handbal.

## Parteneri oficiali
Partenerii oficiali ai FRH pentru ediția 2020-2021 a Ligii Naționale au fost:
- MOL (din 17 ianuarie 2020)[1]
- BRD - Groupe Société Générale
- Niro Investment Group
- Ministerul Tineretului și Sportului
- Ministerul Educației și Cercetării
- Comitetul Olimpic și Sportiv Român

## Săli
Partidele ar fi trebuit inițial să se joace în principalele săli de sport din orașele de reședință ale echipelor. În București și Cluj meciurile urmau a se juca în câte două săli, în funcție de disponibilitatea acestora și de potențialul de spectatori al partidelor. Cele două săli din București erau Sala Polivalentă și Sala „Rapid”, iar cele din Cluj BTarena și Sala „Horia Demian”. Ulterior, FRH a decis desfășurarea campionatului în sistem turneu, cu partide pe terenuri neutre. Aceste săli au fost:
| Ploiești (14–15 octombrie 2020)                   | Sfântu Gheorghe (29 octombrie – 3 noiembrie 2020) (17–18 februarie 2021) (30–31 martie 2021) (20–23 mai 2021) | Sfântu Gheorghe (29 octombrie – 3 noiembrie 2020) (17–18 februarie 2021) (30–31 martie 2021) (20–23 mai 2021) | București (11–12 noiembrie 2020) (27–29 ianuarie 2021) (2–3 februarie 2021) (23–24 februarie 2021) (6–7 aprilie 2021) (31 mai–2 iunie 2021) | București (11–12 noiembrie 2020) (27–29 ianuarie 2021) (2–3 februarie 2021) (23–24 februarie 2021) (6–7 aprilie 2021) (31 mai–2 iunie 2021) | Râmnicu Vâlcea (9–10 martie 2021) (13–16 mai 2021) | Râmnicu Vâlcea (9–10 martie 2021) (13–16 mai 2021) |
| ------------------------------------------------- | --- | --- | --- | --- | -------------------------------------------------- | -------------------------------------------------- |
| Sala „Olimpia” Capacitate: 3.500                  | Arena Sepsi Capacitate: 3.000                                                                                 | Sala Sporturilor „Kati Szabó” Capacitate: 1.200                                                               | Sala Polivalentă Capacitate: 5.300 | Sala „Rapid” Capacitate: 1.500 | Sala „Traian” Capacitate: 3.126                    | Sala Colegiului Energetic Capacitate:              |
| Brașov (12–13 ianuarie 2021)                      | Baia Mare (24–25 martie 2021)                                                                                 | Bistrița (26 aprilie–1 mai 2021)                                                                              | Bistrița (26 aprilie–1 mai 2021) | Cluj, Turda (5–7 mai 2021) | Cluj, Turda (5–7 mai 2021)                         |                                                    |
| Sala „Dumitru Popescu Colibași” Capacitate: 1.570 | Sala „Lascăr Pană” Capacitate: 2.060                                                                          | Sala Polivalentă Capacitate: 1.100                                                                            | Sala LPS Capacitate: | Sala „Horia Demian”, Cluj Capacitate: 2.800                                                                                                 | Sala „Gheorghe Barițiu”, Turda Capacitate: 600     |                                                    |

## Echipe participante
FRH a hotărât inițial că, în afara celor 13 echipe din ediția 2019-2020 care și-au păstrat locul în Liga Națională, vor mai promova din Divizia A alte 3 echipe, care vor fi decise în urma unui turneu de baraj. În cursul sezonului 2019–2020, echipa HCM Slobozia a început să resimtă probleme financiare, iar în luna iunie 2020 a devenit aproape cert că formația nu va mai putea evolua în Liga Națională din cauza bugetului insuficient. Antrenorul și jucătoarele au părăsit pe rând echipa, iar autoritățile locale i-au diminuat drastic finanțarea și au decis să o mențină în Divizia A. În consecință, FRH a hotărât să înlocuiască HCM Slobozia cu echipa din Divizia A care urma să se claseze pe locul al IV-lea la turneul de baraj. Pe 26 august însă, presa sportivă a anunțat că HCF Piatra Neamț nu va mai participa la turneul de promovare, astfel că în cursă au rămas doar patru echipe care concurau pentru patru locuri de promovare, făcând inutilă organizarea unui turneu. Pentru a decide locul de promovare ocupat de cele patru echipe, FRH a ales tragerea la sorți. Pe 21 septembrie 2020, tragerea la sorți a atribuit următoarea ordine echipelor promovate:
1. CS Dacia Mioveni 2012
2. CS Activ Ploiești
3. ACS Crișul Chișineu-Criș
4. CSM Galați

Astfel, echipele care au participat în sezonul competițional 2020-2021 al Ligii Naționale de handbal feminin au fost:
| - SCM Râmnicu Vâlcea - CSM București - CS Minaur Baia Mare - SCM Gloria Buzău - HC Dunărea Brăila - CS Gloria Bistrița - CS Măgura Cisnădie - HC Zalău | - SCM Craiova - CSM Slatina - CS Rapid București - „U” Cluj - CSM Galați - CS Dacia Mioveni 2012 - CS Activ Ploiești - ACS Chișineu-Criș |

## Clasament
|  | Echipe care au participat la barajul de promovare |
|  | Echipe retrogradate în Divizia A                  |
|  | Echipă retrasă din Liga Națională                 |

Modificat pe 16 noiembrie 2020, după retragerea ACS Crișul Chișineu-Criș din Liga Națională;2)

Actualizat pe 3 iunie 2021;
| Poz. | Echipa                     | J  | V  | E | Î  | GM  | GP  | G     | P  |
| ---- | -------------------------- | -- | -- | - | -- | --- | --- | ----- | -- |
| 1    | CSM București              | 28 | 26 | 1 | 1  | 839 | 625 | + 214 | 79 |
| 2    | CS Minaur Baia Mare        | 28 | 24 | 1 | 3  | 824 | 696 | + 128 | 73 |
| 3    | SCM Râmnicu Vâlcea         | 28 | 23 | 0 | 5  | 825 | 648 | + 177 | 69 |
| 4    | SCM Gloria Buzău           | 28 | 17 | 2 | 9  | 706 | 679 | + 27  | 53 |
| 5    | CS Măgura Cisnădie         | 28 | 17 | 1 | 10 | 741 | 665 | + 76  | 52 |
| 6    | CS Rapid București         | 28 | 14 | 4 | 10 | 726 | 671 | + 55  | 46 |
| 7    | CS Gloria 2018 Bistrița    | 28 | 14 | 1 | 13 | 683 | 674 | + 9   | 43 |
| 8    | HC Dunărea Brăila          | 28 | 14 | 1 | 13 | 729 | 723 | + 6   | 43 |
| 9    | HC Zalău                   | 28 | 14 | 0 | 14 | 694 | 697 | – 3   | 42 |
| 10   | CSM Slatina                | 28 | 11 | 1 | 16 | 657 | 691 | – 34  | 34 |
| 11   | SCM Craiova                | 28 | 10 | 1 | 17 | 650 | 690 | – 40  | 31 |
| 12   | CS Dacia Mioveni 2012      | 28 | 8  | 1 | 19 | 641 | 751 | – 110 | 25 |
| 13   | CSM Galați                 | 28 | 4  | 1 | 23 | 652 | 808 | – 156 | 13 |
| 14   | „U” Cluj1)                 | 28 | 4  | 1 | 23 | 690 | 836 | – 146 | 12 |
| 15   | CS Activ Ploiești          | 28 | 1  | 2 | 25 | 615 | 818 | – 203 | 5  |
| 16   | ACS Crișul Chișineu-Criș2) | 6  | 0  | 0 | 6  | 107 | 170 | – 63  | 0  |

1) Penalizată cu un punct pentru neachitarea sumelor datorate fostei handbaliste Ionica Munteanu, conform Hotărârii nr. 424/2019 a Comisiei de Soluționare a Memoriilor a FRH. Anterior, FRH suspendase echipei clujene și posibilitatea de a face transferuri, legitima și acorda drept de joc sportivelor transferate, „pentru o perioadă de 1 (un) an de zile”, însă această sancțiune a fost ridicată în iunie 2020.
2) Pe 16 noiembrie 2020, noul Consiliu de Administrație al Clubului Sportiv Crișul Chișineu Criș a votat retragerea echipei din Liga Națională, deoarece „bugetul orașului nu suportă susținerea echipei de handbal în Liga Florilor”. În consecință, Comisia Centrală de Competiții a hotărât „ca toate rezultatele echipei în anul competițional menționat să fie anulate”. Clasamentul general a fost revizuit prin anularea tuturor rezultatelor obținute de C.S. Crișul Chișineu-Criș, scăderea numărului partidelor, a punctelor obținute, a golurilor înscrise și a golurilor marcate de celelalte echipe în meciurile disputate împotriva C.S. Crișul Chișineu-Criș. 

## Rezultate în tur
Programul turului campionatului a fost anunțat pe 11 iunie 2020. Din cauza incertitudinii cauzate de pandemia de Covid-19, începerea competiției a fost amânată. Pe 14 septembrie 2020, Consiliul de Administrație al FRH a votat ca turul campionatului să nu se joace în sistemul clasic, cu meciuri pe teren propriu și în deplasare, ci în sistem turneu, cu partide pe un teren neutru, care să permită un regim de cantonament și izolare de minimum 14 zile. Cu două voturi împotrivă fost decis următorul program:
- Turneul 1 (Etapa 1): 7/8 octombrie 2020
- Turneul 2 (Etapele 2, 3, 4 și 5): în perioada 29 octombrie – 3 noiembrie 2020
- Turneul 3 (Etapa a 6-a): 18/19 noiembrie 2020

Pe data de 15 septembrie 2020, FRH a hotărât « amânarea Turneului 1 „Liga Florilor Mol” din 7/8 octombrie 2020 în 14/15 octombrie 2020, pentru evitarea suprapunerii cu Turneu 2 „Liga Zimbrilor” ».
Date oficiale publicate de Federația Română de Handbal

### Etapa I
| 27 august 2020 14 octombrie 2020 tv.frh.ro10:15 | CS Rapid București | 19 – 19 | CSM Slatina | Sala Sporturilor Olimpia, Ploiești Asistență: 0 Arbitri: Pârvu, Potârniche |
| 27 august 2020 14 octombrie 2020 tv.frh.ro10:15 | Buceschi 8         | (9–8)   | Popescu 6   | Sala Sporturilor Olimpia, Ploiești Asistență: 0 Arbitri: Pârvu, Potârniche |
| 27 august 2020 14 octombrie 2020 tv.frh.ro10:15 | 4× 1×              | Cronica | 4× 2×       | Sala Sporturilor Olimpia, Ploiești Asistență: 0 Arbitri: Pârvu, Potârniche |

| 27 august 2020 14 octombrie 2020 tv.frh.ro13:00 | CSM Galați | 18 – 24 | CS Gloria 2018 Bistrița | Sala Sporturilor Olimpia, Ploiești Asistență: 0 Arbitri: Lungu, Paraschiv |
| 27 august 2020 14 octombrie 2020 tv.frh.ro13:00 | Andrița 7  | (7–11)  | Dincă 7                 | Sala Sporturilor Olimpia, Ploiești Asistență: 0 Arbitri: Lungu, Paraschiv |
| 27 august 2020 14 octombrie 2020 tv.frh.ro13:00 | 3× 1×      | Cronica | 8× 2× 1×                | Sala Sporturilor Olimpia, Ploiești Asistență: 0 Arbitri: Lungu, Paraschiv |

| 27 august 2020 14 octombrie 2020 15:45 | HC Zalău | 0 – 10 | CS Minaur Baia Mare | Sala Sporturilor Olimpia, Ploiești |
| 27 august 2020 14 octombrie 2020 15:45 | Cronica  |        |                     | Sala Sporturilor Olimpia, Ploiești |
| 27 august 2020 14 octombrie 2020 15:45 |          |        |                     | Sala Sporturilor Olimpia, Ploiești |

| 27 august 2020 14 octombrie 2020 TVR 118:30 | SCM Gloria Buzău | 20 – 32 | CSM București | Sala Sporturilor Olimpia, Ploiești Asistență: 0 Arbitri: Ifrim, Ilisei |
| 27 august 2020 14 octombrie 2020 TVR 118:30 | Iuganu 5         | (6–19)  | Dembélé 6     | Sala Sporturilor Olimpia, Ploiești Asistență: 0 Arbitri: Ifrim, Ilisei |
| 27 august 2020 14 octombrie 2020 TVR 118:30 | 2×               | Cronica | 7× 2×         | Sala Sporturilor Olimpia, Ploiești Asistență: 0 Arbitri: Ifrim, Ilisei |

| 27 august 2020 15 octombrie 2020 10:15 | ACS Crișul Chișineu-Criș | 0 – 10 | CSU Cluj Napoca | Sala Sporturilor Olimpia, Ploiești |
| 27 august 2020 15 octombrie 2020 10:15 | Cronica                  |        |                 | Sala Sporturilor Olimpia, Ploiești |
| 27 august 2020 15 octombrie 2020 10:15 |                          |        |                 | Sala Sporturilor Olimpia, Ploiești |

| 27 august 2020 15 octombrie 2020 tv.frh.ro13:00 | CS Dacia Mioveni 2012 | 21 – 26 | CS Măgura Cisnădie | Sala Sporturilor Olimpia, Ploiești Asistență: 0 Arbitri: Năstase, Stancu |
| 27 august 2020 15 octombrie 2020 tv.frh.ro13:00 | Georgescu 7           | (10–9)  | Radojević 6        | Sala Sporturilor Olimpia, Ploiești Asistență: 0 Arbitri: Năstase, Stancu |
| 27 august 2020 15 octombrie 2020 tv.frh.ro13:00 | 4× 2×                 | Cronica | 3× 2×              | Sala Sporturilor Olimpia, Ploiești Asistență: 0 Arbitri: Năstase, Stancu |

| 27 august 2020 15 octombrie 2020 tv.frh.ro15:45 | CS Activ Ploiești       | 15 – 28 | HC Dunărea Brăila | Sala Sporturilor Olimpia, Ploiești Asistență: 0 Arbitri: Constantin, Enache |
| 27 august 2020 15 octombrie 2020 tv.frh.ro15:45 | Beșleagă, I. Leuștean 5 | (6–15)  | Kanaval 7         | Sala Sporturilor Olimpia, Ploiești Asistență: 0 Arbitri: Constantin, Enache |
| 27 august 2020 15 octombrie 2020 tv.frh.ro15:45 | 1× 1×                   | Cronica | 7× 3×             | Sala Sporturilor Olimpia, Ploiești Asistență: 0 Arbitri: Constantin, Enache |

| 27 august 2020 15 octombrie 2020 TVR 118:30 | SCM Craiova | 24 – 28 | SCM Râmnicu Vâlcea | Sala Sporturilor Olimpia, Ploiești Asistență: 0 Arbitri: Doană, Gociu |
| 27 august 2020 15 octombrie 2020 TVR 118:30 | Țicu 5      | (13–14) | López 8            | Sala Sporturilor Olimpia, Ploiești Asistență: 0 Arbitri: Doană, Gociu |
| 27 august 2020 15 octombrie 2020 TVR 118:30 | 3× 2×       | Cronica | 5× 2×              | Sala Sporturilor Olimpia, Ploiești Asistență: 0 Arbitri: Doană, Gociu |

### Etapa a II-a
| 30 august 2020 29 octombrie 2020 tv.frh.ro11:00 | CSU Cluj Napoca | 25 – 32 | CS Dacia Mioveni 2012 | Sala Sporturilor „Kati Szabó”, Sfântu Gheorghe Asistență: 0 Arbitri: Iliescu, Manea |
| 30 august 2020 29 octombrie 2020 tv.frh.ro11:00 | Vizuete 8       | (13–21) | Toma 10               | Sala Sporturilor „Kati Szabó”, Sfântu Gheorghe Asistență: 0 Arbitri: Iliescu, Manea |
| 30 august 2020 29 octombrie 2020 tv.frh.ro11:00 | 5× 1×           | Cronica | 5× 1×                 | Sala Sporturilor „Kati Szabó”, Sfântu Gheorghe Asistență: 0 Arbitri: Iliescu, Manea |

| 30 august 2020 29 octombrie 2020 tv.frh.ro11:00 | SCM Râmnicu Vâlcea | 28 – 25 | CSM Slatina | Arena Sepsi, Sfântu Gheorghe Asistență: 0 Arbitri: Mârza, Nedelea |
| 30 august 2020 29 octombrie 2020 tv.frh.ro11:00 | Liščević 11        | (14–13) | Tămaș 8     | Arena Sepsi, Sfântu Gheorghe Asistență: 0 Arbitri: Mârza, Nedelea |
| 30 august 2020 29 octombrie 2020 tv.frh.ro11:00 | 3× 2×              | Cronica | 3× 2×       | Arena Sepsi, Sfântu Gheorghe Asistență: 0 Arbitri: Mârza, Nedelea |

| 30 august 2020 29 octombrie 2020 tv.frh.ro13:45 | HC Dunărea Brăila | 22 – 17 | CSM Galați | Sala Sporturilor „Kati Szabó”, Sfântu Gheorghe Asistență: 0 Arbitri: Murariu, Tăbăcariu |
| 30 august 2020 29 octombrie 2020 tv.frh.ro13:45 | Udriștioiu 7      | (12–11) | Vizitiu 5  | Sala Sporturilor „Kati Szabó”, Sfântu Gheorghe Asistență: 0 Arbitri: Murariu, Tăbăcariu |
| 30 august 2020 29 octombrie 2020 tv.frh.ro13:45 | 4× 1× 1×          | Cronica | 2× 3×      | Sala Sporturilor „Kati Szabó”, Sfântu Gheorghe Asistență: 0 Arbitri: Murariu, Tăbăcariu |

| 30 august 2020 29 octombrie 2020 tv.frh.ro13:45 | CS Măgura Cisnădie | 20 – 25 | SCM Gloria Buzău     | Arena Sepsi, Sfântu Gheorghe Asistență: 0 Arbitri: Stark, Ștefan |
| 30 august 2020 29 octombrie 2020 tv.frh.ro13:45 | Lisewska 6         | (11–13) | Iuganu, Janjušević 8 | Arena Sepsi, Sfântu Gheorghe Asistență: 0 Arbitri: Stark, Ștefan |
| 30 august 2020 29 octombrie 2020 tv.frh.ro13:45 | 3× 2×              | Cronica | 5× 2×                | Arena Sepsi, Sfântu Gheorghe Asistență: 0 Arbitri: Stark, Ștefan |

| 30 august 2020 29 octombrie 2020 tv.frh.ro16:30 | CSM București | 34 – 22 | CS Activ Ploiești | Sala Sporturilor „Kati Szabó”, Sfântu Gheorghe Asistență: 0 Arbitri: Cânța, Ionașcu |
| 30 august 2020 29 octombrie 2020 tv.frh.ro16:30 | Cvijić 6      | (16–9)  | Vartic 6          | Sala Sporturilor „Kati Szabó”, Sfântu Gheorghe Asistență: 0 Arbitri: Cânța, Ionașcu |
| 30 august 2020 29 octombrie 2020 tv.frh.ro16:30 | 3×            | Cronica | 5× 2×             | Sala Sporturilor „Kati Szabó”, Sfântu Gheorghe Asistență: 0 Arbitri: Cânța, Ionașcu |

| 30 august 2020 29 octombrie 2020 TVR 216:30 | CS Gloria 2018 Bistrița | 24 – 19 | HC Zalău  | Arena Sepsi, Sfântu Gheorghe Asistență: 0 Arbitri: Doană, Gociu |
| 30 august 2020 29 octombrie 2020 TVR 216:30 | Ilina 5                 | (7–7)   | Severin 5 | Arena Sepsi, Sfântu Gheorghe Asistență: 0 Arbitri: Doană, Gociu |
| 30 august 2020 29 octombrie 2020 TVR 216:30 | 6× 2×                   | Cronica | 2× 2×     | Arena Sepsi, Sfântu Gheorghe Asistență: 0 Arbitri: Doană, Gociu |

| 30 august 2020 29 octombrie 2020 TVR 118:30 | CS Minaur Baia Mare | 26 – 26 | CS Rapid București | Arena Sepsi, Sfântu Gheorghe Asistență: 0 Arbitri: Gheorghiu, Hagiu |
| 30 august 2020 29 octombrie 2020 TVR 118:30 | Blohm 9             | (15–14) | Buceschi 7         | Arena Sepsi, Sfântu Gheorghe Asistență: 0 Arbitri: Gheorghiu, Hagiu |
| 30 august 2020 29 octombrie 2020 TVR 118:30 | 5× 2× 1×            | Cronica | 2× 4×              | Arena Sepsi, Sfântu Gheorghe Asistență: 0 Arbitri: Gheorghiu, Hagiu |

| 30 august 2020 29 octombrie 2020 tv.frh.ro19:15 | SCM Craiova | 30 – 19 | ACS Crișul Chișineu-Criș | Sala Sporturilor „Kati Szabó”, Sfântu Gheorghe Asistență: 0 Arbitri: Lungu, Paraschiv |
| 30 august 2020 29 octombrie 2020 tv.frh.ro19:15 | Cace 7      | (13–5)  | Klimek 5                 | Sala Sporturilor „Kati Szabó”, Sfântu Gheorghe Asistență: 0 Arbitri: Lungu, Paraschiv |
| 30 august 2020 29 octombrie 2020 tv.frh.ro19:15 | 5× 2×       | Cronica | 2× 1×                    | Sala Sporturilor „Kati Szabó”, Sfântu Gheorghe Asistență: 0 Arbitri: Lungu, Paraschiv |

### Etapa a III-a
| 6 septembrie 2020 30 octombrie 2020 tv.frh.ro11:00 | SCM Gloria Buzău | 28 – 19 | CSU Cluj Napoca | Sala Sporturilor „Kati Szabó”, Sfântu Gheorghe Asistență: 0 Arbitri: Gheorghiu, Hagiu |
| 6 septembrie 2020 30 octombrie 2020 tv.frh.ro11:00 | A. Ilie 6        | (14–8)  | Necula 6        | Sala Sporturilor „Kati Szabó”, Sfântu Gheorghe Asistență: 0 Arbitri: Gheorghiu, Hagiu |
| 6 septembrie 2020 30 octombrie 2020 tv.frh.ro11:00 | 1×               | Cronica | 2× 2×           | Sala Sporturilor „Kati Szabó”, Sfântu Gheorghe Asistență: 0 Arbitri: Gheorghiu, Hagiu |

| 6 septembrie 2020 30 octombrie 2020 tv.frh.ro11:00 | CS Activ Ploiești | 19 – 27 | CS Măgura Cisnădie | Arena Sepsi, Sfântu Gheorghe Asistență: 0 Arbitri: Murariu, Tăbăcariu |
| 6 septembrie 2020 30 octombrie 2020 tv.frh.ro11:00 | Vartic 7          | (9–17)  | Tătar 8            | Arena Sepsi, Sfântu Gheorghe Asistență: 0 Arbitri: Murariu, Tăbăcariu |
| 6 septembrie 2020 30 octombrie 2020 tv.frh.ro11:00 | 4× 1×             | Cronica | 1× 3× 1×           | Arena Sepsi, Sfântu Gheorghe Asistență: 0 Arbitri: Murariu, Tăbăcariu |

| 6 septembrie 2020 30 octombrie 2020 tv.frh.ro13:45 | CS Dacia Mioveni 2012 | 25 – 28 | SCM Craiova | Sala Sporturilor „Kati Szabó”, Sfântu Gheorghe Asistență: 0 Arbitri: Mârza, Nedelea |
| 6 septembrie 2020 30 octombrie 2020 tv.frh.ro13:45 | Georgescu 12          | (15–16) | Țicu 12     | Sala Sporturilor „Kati Szabó”, Sfântu Gheorghe Asistență: 0 Arbitri: Mârza, Nedelea |
| 6 septembrie 2020 30 octombrie 2020 tv.frh.ro13:45 | 1× 2×                 | Cronica | 4× 3×       | Sala Sporturilor „Kati Szabó”, Sfântu Gheorghe Asistență: 0 Arbitri: Mârza, Nedelea |

| 6 septembrie 2020 30 octombrie 2020 tv.frh.ro13:45 | CSM Galați | 29 – 41 | CSM București | Arena Sepsi, Sfântu Gheorghe Asistență: 0 Arbitri: Lungu, Paraschiv |
| 6 septembrie 2020 30 octombrie 2020 tv.frh.ro13:45 | Gheorghe 7 | (12–21) | Pintea 10     | Arena Sepsi, Sfântu Gheorghe Asistență: 0 Arbitri: Lungu, Paraschiv |
| 6 septembrie 2020 30 octombrie 2020 tv.frh.ro13:45 | 2× 2×      | Cronica | 4× 3×         | Arena Sepsi, Sfântu Gheorghe Asistență: 0 Arbitri: Lungu, Paraschiv |

| 6 septembrie 2020 30 octombrie 2020 tv.frh.ro16:30 | ACS Crișul Chișineu-Criș | 23 – 40 | SCM Râmnicu Vâlcea   | Sala Sporturilor „Kati Szabó”, Sfântu Gheorghe Asistență: 0 Arbitri: Cânța, Ionașcu |
| 6 septembrie 2020 30 octombrie 2020 tv.frh.ro16:30 | Boldor 7                 | (15–19) | Liščević, Nørgaard 8 | Sala Sporturilor „Kati Szabó”, Sfântu Gheorghe Asistență: 0 Arbitri: Cânța, Ionașcu |
| 6 septembrie 2020 30 octombrie 2020 tv.frh.ro16:30 | 3× 1×                    | Cronica | 4× 3×                | Sala Sporturilor „Kati Szabó”, Sfântu Gheorghe Asistență: 0 Arbitri: Cânța, Ionașcu |

| 6 septembrie 2020 30 octombrie 2020 TVR 216:30 | HC Zalău      | 27 – 26 | HC Dunărea Brăila | Arena Sepsi, Sfântu Gheorghe Asistență: 0 Arbitri: Iliescu, Manea |
| 6 septembrie 2020 30 octombrie 2020 TVR 216:30 | Dindiligan 12 | (14–12) | Dmitrović 6       | Arena Sepsi, Sfântu Gheorghe Asistență: 0 Arbitri: Iliescu, Manea |
| 6 septembrie 2020 30 octombrie 2020 TVR 216:30 | 2×            | Cronica | 3× 1×             | Arena Sepsi, Sfântu Gheorghe Asistență: 0 Arbitri: Iliescu, Manea |

| 6 septembrie 2020 30 octombrie 2020 TVR 118:30 | CS Rapid București | 25 – 27 | CS Gloria 2018 Bistrița | Arena Sepsi, Sfântu Gheorghe Asistență: 0 Arbitri: Stark, Ștefan |
| 6 septembrie 2020 30 octombrie 2020 TVR 118:30 | Buceschi 10        | (13–10) | Dincă 8                 | Arena Sepsi, Sfântu Gheorghe Asistență: 0 Arbitri: Stark, Ștefan |
| 6 septembrie 2020 30 octombrie 2020 TVR 118:30 | 5× 2×              | Cronica | 3× 3×                   | Arena Sepsi, Sfântu Gheorghe Asistență: 0 Arbitri: Stark, Ștefan |

| 6 septembrie 2020 30 octombrie 2020 tv.frh.ro19:15 | CSM Slatina | 22 – 28 | CS Minaur Baia Mare | Sala Sporturilor „Kati Szabó”, Sfântu Gheorghe Asistență: 0 Arbitri: Doană, Gociu |
| 6 septembrie 2020 30 octombrie 2020 tv.frh.ro19:15 | Popescu 6   | (11–13) | Kovačević 9         | Sala Sporturilor „Kati Szabó”, Sfântu Gheorghe Asistență: 0 Arbitri: Doană, Gociu |
| 6 septembrie 2020 30 octombrie 2020 tv.frh.ro19:15 | 4× 2×       | Cronica | 6× 1×               | Sala Sporturilor „Kati Szabó”, Sfântu Gheorghe Asistență: 0 Arbitri: Doană, Gociu |

### Etapa a IV-a
| 13 septembrie 2020 1 noiembrie 2020 tv.frh.ro11:00 | CS Măgura Cisnădie | 27 – 19 | CSM Galați | Sala Sporturilor „Kati Szabó”, Sfântu Gheorghe Asistență: 0 Arbitri: Pârvu, Potîrniche |
| 13 septembrie 2020 1 noiembrie 2020 tv.frh.ro11:00 | Gjeorgjievska 7    | (14–9)  | Cioaric 5  | Sala Sporturilor „Kati Szabó”, Sfântu Gheorghe Asistență: 0 Arbitri: Pârvu, Potîrniche |
| 13 septembrie 2020 1 noiembrie 2020 tv.frh.ro11:00 | 2× 3×              | Cronica | 7× 1×      | Sala Sporturilor „Kati Szabó”, Sfântu Gheorghe Asistență: 0 Arbitri: Pârvu, Potîrniche |

| 13 septembrie 2020 1 noiembrie 2020 TVR 211:00 | SCM Râmnicu Vâlcea | 31 – 32 | CS Minaur Baia Mare | Arena Sepsi, Sfântu Gheorghe Asistență: 0 Arbitri: Ghiță, Topliceanu |
| 13 septembrie 2020 1 noiembrie 2020 TVR 211:00 | Nørgaard 12        | (15–17) | Kovačević 13        | Arena Sepsi, Sfântu Gheorghe Asistență: 0 Arbitri: Ghiță, Topliceanu |
| 13 septembrie 2020 1 noiembrie 2020 TVR 211:00 | 1× 1×              | Cronica | 4× 2×               | Arena Sepsi, Sfântu Gheorghe Asistență: 0 Arbitri: Ghiță, Topliceanu |

| 13 septembrie 2020 1 noiembrie 2020 tv.frh.ro13:45 | CS Gloria 2018 Bistrița | 21 – 26 | CSM Slatina        | Sala Sporturilor „Kati Szabó”, Sfântu Gheorghe Asistență: 0 Arbitri: Basso, Tofan |
| 13 septembrie 2020 1 noiembrie 2020 tv.frh.ro13:45 | Rodríguez 5             | (12–13) | Chitacu, Popescu 8 | Sala Sporturilor „Kati Szabó”, Sfântu Gheorghe Asistență: 0 Arbitri: Basso, Tofan |
| 13 septembrie 2020 1 noiembrie 2020 tv.frh.ro13:45 | 2× 2×                   | Cronica | 2× 1×              | Sala Sporturilor „Kati Szabó”, Sfântu Gheorghe Asistență: 0 Arbitri: Basso, Tofan |

| 13 septembrie 2020 1 noiembrie 2020 tv.frh.ro13:45 | CSU Cluj Napoca | 19 – 24 | CS Activ Ploiești | Arena Sepsi, Sfântu Gheorghe Asistență: 0 Arbitri: Constantin, Enache |
| 13 septembrie 2020 1 noiembrie 2020 tv.frh.ro13:45 | Vizuete 6       | (12–14) | Beșleagă 9        | Arena Sepsi, Sfântu Gheorghe Asistență: 0 Arbitri: Constantin, Enache |
| 13 septembrie 2020 1 noiembrie 2020 tv.frh.ro13:45 | 5× 3×           | Cronica | 5× 2×             | Arena Sepsi, Sfântu Gheorghe Asistență: 0 Arbitri: Constantin, Enache |

| 13 septembrie 2020 1 noiembrie 2020 tv.frh.ro16:30 | ACS Crișul Chișineu-Criș | 27 – 30 | CS Dacia Mioveni 2012 | Sala Sporturilor „Kati Szabó”, Sfântu Gheorghe Asistență: 0 Arbitri: Agliceriu, Turdean |
| 13 septembrie 2020 1 noiembrie 2020 tv.frh.ro16:30 | Klimek, Șamanț 7         | (16–18) | Bloj, Boian 7         | Sala Sporturilor „Kati Szabó”, Sfântu Gheorghe Asistență: 0 Arbitri: Agliceriu, Turdean |
| 13 septembrie 2020 1 noiembrie 2020 tv.frh.ro16:30 | 4× 2×                    | Cronica | 5× 3×                 | Sala Sporturilor „Kati Szabó”, Sfântu Gheorghe Asistență: 0 Arbitri: Agliceriu, Turdean |

| 13 septembrie 2020 1 noiembrie 2020 TVR 116:30 | CSM București | 28 – 21 | HC Zalău   | Arena Sepsi, Sfântu Gheorghe Asistență: 0 Arbitri: Manafu, Pavel |
| 13 septembrie 2020 1 noiembrie 2020 TVR 116:30 | Omoregie 7    | (14–7)  | Mitrache 8 | Arena Sepsi, Sfântu Gheorghe Asistență: 0 Arbitri: Manafu, Pavel |
| 13 septembrie 2020 1 noiembrie 2020 TVR 116:30 | 7× 3×         | Cronica | 4× 3×      | Arena Sepsi, Sfântu Gheorghe Asistență: 0 Arbitri: Manafu, Pavel |

| 13 septembrie 2020 1 noiembrie 2020 tv.frh.ro19:15 | HC Dunărea Brăila | 22 – 21 | CS Rapid București | Sala Sporturilor „Kati Szabó”, Sfântu Gheorghe Asistență: 0 Arbitri: Drăghici, Drăguț |
| 13 septembrie 2020 1 noiembrie 2020 tv.frh.ro19:15 | Dmitrović 5       | (10–14) | Buceschi 5         | Sala Sporturilor „Kati Szabó”, Sfântu Gheorghe Asistență: 0 Arbitri: Drăghici, Drăguț |
| 13 septembrie 2020 1 noiembrie 2020 tv.frh.ro19:15 | 6× 2×             | Cronica | 3× 3×              | Sala Sporturilor „Kati Szabó”, Sfântu Gheorghe Asistență: 0 Arbitri: Drăghici, Drăguț |

| 13 septembrie 2020 1 noiembrie 2020 tv.frh.ro19:15 | SCM Craiova | 24 – 25 | SCM Gloria Buzău | Arena Sepsi, Sfântu Gheorghe Asistență: 0 Arbitri: Harabagiu, Stănescu |
| 13 septembrie 2020 1 noiembrie 2020 tv.frh.ro19:15 | Nica 8      | (16–9)  | Iuganu 12        | Arena Sepsi, Sfântu Gheorghe Asistență: 0 Arbitri: Harabagiu, Stănescu |
| 13 septembrie 2020 1 noiembrie 2020 tv.frh.ro19:15 | 5× 1×       | Cronica | 3× 3×            | Arena Sepsi, Sfântu Gheorghe Asistență: 0 Arbitri: Harabagiu, Stănescu |

### Etapa a V-a
| 20 septembrie 2020 3 noiembrie 2020 tv.frh.ro11:00 | CS Activ Ploiești | 17 – 24 | SCM Craiova | Sala Sporturilor „Kati Szabó”, Sfântu Gheorghe Asistență: 0 Arbitri: Constantin, Enache |
| 20 septembrie 2020 3 noiembrie 2020 tv.frh.ro11:00 | Vartic 8          | (7–13)  | Țicu 8      | Sala Sporturilor „Kati Szabó”, Sfântu Gheorghe Asistență: 0 Arbitri: Constantin, Enache |
| 20 septembrie 2020 3 noiembrie 2020 tv.frh.ro11:00 | 4× 2×             | Cronica | 6× 3×       | Sala Sporturilor „Kati Szabó”, Sfântu Gheorghe Asistență: 0 Arbitri: Constantin, Enache |

| 20 septembrie 2020 3 noiembrie 2020 tv.frh.ro11:00 | CS Dacia Mioveni 2012 | 22 – 39 | SCM Râmnicu Vâlcea | Arena Sepsi, Sfântu Gheorghe Asistență: 0 Arbitri: Manafu, Pavel |
| 20 septembrie 2020 3 noiembrie 2020 tv.frh.ro11:00 | Georgescu 7           | (12–23) | Lupei 7            | Arena Sepsi, Sfântu Gheorghe Asistență: 0 Arbitri: Manafu, Pavel |
| 20 septembrie 2020 3 noiembrie 2020 tv.frh.ro11:00 | 1× 2×                 | Cronica | 3× 2×              | Arena Sepsi, Sfântu Gheorghe Asistență: 0 Arbitri: Manafu, Pavel |

| 20 septembrie 2020 3 noiembrie 2020 13:45 | SCM Gloria Buzău | 41 – 23 | ACS Crișul Chișineu-Criș | Sala Sporturilor „Kati Szabó”, Sfântu Gheorghe Asistență: 0 Arbitri: Basso, Tofan |
| 20 septembrie 2020 3 noiembrie 2020 13:45 | Moraru 7         | (21–15) | Klimek 6                 | Sala Sporturilor „Kati Szabó”, Sfântu Gheorghe Asistență: 0 Arbitri: Basso, Tofan |
| 20 septembrie 2020 3 noiembrie 2020 13:45 | 3× 3×            | Cronica | 3× 2×                    | Sala Sporturilor „Kati Szabó”, Sfântu Gheorghe Asistență: 0 Arbitri: Basso, Tofan |

| 20 septembrie 2020 3 noiembrie 2020 13:45 | HC Zalău   | 24 – 39 | CS Măgura Cisnădie | Arena Sepsi, Sfântu Gheorghe Asistență: 0 Arbitri: Pârvu, Potîrniche |
| 20 septembrie 2020 3 noiembrie 2020 13:45 | Mitrache 6 | (12–18) | Blažević 8         | Arena Sepsi, Sfântu Gheorghe Asistență: 0 Arbitri: Pârvu, Potîrniche |
| 20 septembrie 2020 3 noiembrie 2020 13:45 | 6× 1×      | Cronica | 4× 3×              | Arena Sepsi, Sfântu Gheorghe Asistență: 0 Arbitri: Pârvu, Potîrniche |

| 20 septembrie 2020 3 noiembrie 2020 tv.frh.ro16:30 | CSM Slatina | 20 – 22 | HC Dunărea Brăila | Sala Sporturilor „Kati Szabó”, Sfântu Gheorghe Asistență: 0 Arbitri: Harabagiu, Stănescu |
| 20 septembrie 2020 3 noiembrie 2020 tv.frh.ro16:30 | Popescu 8   | (10–11) | Czeczi 7          | Sala Sporturilor „Kati Szabó”, Sfântu Gheorghe Asistență: 0 Arbitri: Harabagiu, Stănescu |
| 20 septembrie 2020 3 noiembrie 2020 tv.frh.ro16:30 | 2× 2×       | Cronica | 3× 3×             | Sala Sporturilor „Kati Szabó”, Sfântu Gheorghe Asistență: 0 Arbitri: Harabagiu, Stănescu |

| 20 septembrie 2020 3 noiembrie 2020 TVR 216:30 | CS Rapid București | 25 – 35 | CSM București | Arena Sepsi, Sfântu Gheorghe Asistență: 0 Arbitri: Ghiță, Topliceanu |
| 20 septembrie 2020 3 noiembrie 2020 TVR 216:30 | Boljević 7         | (13–20) | Martín 7      | Arena Sepsi, Sfântu Gheorghe Asistență: 0 Arbitri: Ghiță, Topliceanu |
| 20 septembrie 2020 3 noiembrie 2020 TVR 216:30 | 4× 2×              | Cronica | 5× 2×         | Arena Sepsi, Sfântu Gheorghe Asistență: 0 Arbitri: Ghiță, Topliceanu |

| 20 septembrie 2020 3 noiembrie 2020 tv.frh.ro18:30 | CS Minaur Baia Mare | 27 – 23 | CS Gloria 2018 Bistrița | Arena Sepsi, Sfântu Gheorghe Asistență: 0 Arbitri: Drăguț, Drăghici |
| 20 septembrie 2020 3 noiembrie 2020 tv.frh.ro18:30 | Fujita, Kovačević 6 | (14–11) | Rațiu 6                 | Arena Sepsi, Sfântu Gheorghe Asistență: 0 Arbitri: Drăguț, Drăghici |
| 20 septembrie 2020 3 noiembrie 2020 tv.frh.ro18:30 | 2×                  | Cronica | 2× 3×                   | Arena Sepsi, Sfântu Gheorghe Asistență: 0 Arbitri: Drăguț, Drăghici |

| 20 septembrie 2020 3 noiembrie 2020 tv.frh.ro19:15 | CSM Galați | 28 – 21 | CSU Cluj Napoca | Sala Sporturilor „Kati Szabó”, Sfântu Gheorghe Asistență: 0 Arbitri: Agliceriu, Turdean |
| 20 septembrie 2020 3 noiembrie 2020 tv.frh.ro19:15 | Cioaric 8  | (16–10) | Necula 7        | Sala Sporturilor „Kati Szabó”, Sfântu Gheorghe Asistență: 0 Arbitri: Agliceriu, Turdean |
| 20 septembrie 2020 3 noiembrie 2020 tv.frh.ro19:15 | 8× 2×      | Cronica | 6× 2×           | Sala Sporturilor „Kati Szabó”, Sfântu Gheorghe Asistență: 0 Arbitri: Agliceriu, Turdean |

Turneul organizat de Federația Română de Handbal la Sfântu Gheorghe, care a găzduit etapele II–V ale Ligii Naționale, s-a dovedit „un adevărat focar de infecție cu Covid-19”. Zeci de cazuri de îmbolnăviri în rândul sportivelor și personalului tehnic și administrativ al echipelor au fost depistate după încheierea turneului. Printre cei infectați s-au numărat și antrenori importanți precum Bogdan Burcea și Florentin Pera, iar două echipe au fost nevoite să-și anuleze participarea în etapa următoare. Unele cluburi au trimis adrese prin care au acuzat Federația Română de Handbal că pune în pericol sănătatea participanților prin organizarea unor astfel de turnee.

### Etapa a VI-a
| 24 septembrie 2020 11 noiembrie 2020 13:45 | CSM București | 10 – 0 | CSM Slatina | Sala Polivalentă, București |
| 24 septembrie 2020 11 noiembrie 2020 13:45 | Cronica       |        |             | Sala Polivalentă, București |
| 24 septembrie 2020 11 noiembrie 2020 13:45 |               |        |             | Sala Polivalentă, București |

| 24 septembrie 2020 11 noiembrie 2020 tv.frh.ro11:00 | ACS Crișul Chișineu-Criș | 15 – 19 | CS Activ Ploiești | Sala Polivalentă, București Asistență: 0 Arbitri: Georgescu, Moldoveanu |
| 24 septembrie 2020 11 noiembrie 2020 tv.frh.ro11:00 | Ivanenko 7               | (6–9)   | Șerban 6          | Sala Polivalentă, București Asistență: 0 Arbitri: Georgescu, Moldoveanu |
| 24 septembrie 2020 11 noiembrie 2020 tv.frh.ro11:00 | 6× 3×                    | Cronica | 4× 2×             | Sala Polivalentă, București Asistență: 0 Arbitri: Georgescu, Moldoveanu |

| 24 septembrie 2020 11 noiembrie 2020 tv.frh.ro13:45 | CS Dacia Mioveni 2012 | 18 – 24 | SCM Gloria Buzău | Sala Polivalentă, București Asistență: 0 Arbitri: Șerbu, Vasilescu |
| 24 septembrie 2020 11 noiembrie 2020 tv.frh.ro13:45 | Lipară 4              | (9–10)  | Ujkić 5          | Sala Polivalentă, București Asistență: 0 Arbitri: Șerbu, Vasilescu |
| 24 septembrie 2020 11 noiembrie 2020 tv.frh.ro13:45 | 1×                    | Cronica | 5× 2×            | Sala Polivalentă, București Asistență: 0 Arbitri: Șerbu, Vasilescu |

| 24 septembrie 2020 11 noiembrie 2020 TVR 216:30 | HC Dunărea Brăila | 19 – 26 | CS Minaur Baia Mare | Sala Polivalentă, București Asistență: 0 Arbitri: Ciulei, Stoia |
| 24 septembrie 2020 11 noiembrie 2020 TVR 216:30 | Czeczi, Preda 4   | (8–12)  | A. Popa 7           | Sala Polivalentă, București Asistență: 0 Arbitri: Ciulei, Stoia |
| 24 septembrie 2020 11 noiembrie 2020 TVR 216:30 | 1× 3×             | Cronica | 4× 1×               | Sala Polivalentă, București Asistență: 0 Arbitri: Ciulei, Stoia |

| 24 septembrie 2020 12 noiembrie 2020 18:30 | SCM Râmnicu Vâlcea | 10 – 0 | CS Gloria 2018 Bistrița | Sala Polivalentă, București |
| 24 septembrie 2020 12 noiembrie 2020 18:30 | Cronica            |        |                         | Sala Polivalentă, București |
| 24 septembrie 2020 12 noiembrie 2020 18:30 |                    |        |                         | Sala Polivalentă, București |

| 24 septembrie 2020 12 noiembrie 2020 tv.frh.ro13:00 | CSU Cluj Napoca | 24 – 35 | HC Zalău    | Sala Polivalentă, București Asistență: 0 Arbitri: Șerbu, Vasilescu |
| 24 septembrie 2020 12 noiembrie 2020 tv.frh.ro13:00 | Vizuete 11      | (11–13) | Mitrache 11 | Sala Polivalentă, București Asistență: 0 Arbitri: Șerbu, Vasilescu |
| 24 septembrie 2020 12 noiembrie 2020 tv.frh.ro13:00 | 8× 3× 1×        | Cronica | 2× 3×       | Sala Polivalentă, București Asistență: 0 Arbitri: Șerbu, Vasilescu |

| 24 septembrie 2020 12 noiembrie 2020 tv.frh.ro15:45 | SCM Craiova | 21 – 24 | CSM Galați | Sala Polivalentă, București Asistență: 0 Arbitri: Ciulei, Stoia |
| 24 septembrie 2020 12 noiembrie 2020 tv.frh.ro15:45 | Savu 8      | (11–13) | Andrița 7  | Sala Polivalentă, București Asistență: 0 Arbitri: Ciulei, Stoia |
| 24 septembrie 2020 12 noiembrie 2020 tv.frh.ro15:45 | 3× 3×       | Cronica | 3× 1×      | Sala Polivalentă, București Asistență: 0 Arbitri: Ciulei, Stoia |

| 24 septembrie 2020 12 noiembrie 2020 TVR 118:30 | CS Măgura Cisnădie | 19 – 19 | CS Rapid București | Sala Polivalentă, București Asistență: 0 Arbitri: Georgescu, Moldoveanu |
| 24 septembrie 2020 12 noiembrie 2020 TVR 118:30 | Lisewska 8         | (9–11)  | L. Popa 5          | Sala Polivalentă, București Asistență: 0 Arbitri: Georgescu, Moldoveanu |
| 24 septembrie 2020 12 noiembrie 2020 TVR 118:30 | 1× 3×              | Cronica | 5× 3×              | Sala Polivalentă, București Asistență: 0 Arbitri: Georgescu, Moldoveanu |

| Poz. | Echipa                     | J | V | E | Î | GM  | GP  | G    | P  |
| ---- | -------------------------- | - | - | - | - | --- | --- | ---- | -- |
| 1    | CSM București              | 6 | 6 | 0 | 0 | 180 | 117 | + 63 | 18 |
| 2    | CS Minaur Baia Mare        | 6 | 5 | 1 | 0 | 149 | 121 | + 28 | 16 |
| 3    | SCM Râmnicu Vâlcea         | 6 | 5 | 0 | 1 | 176 | 126 | + 50 | 15 |
| 4    | SCM Gloria Buzău           | 6 | 5 | 0 | 1 | 163 | 136 | + 27 | 15 |
| 5    | CS Măgura Cisnădie         | 6 | 4 | 1 | 1 | 158 | 127 | + 31 | 13 |
| 6    | HC Dunărea Brăila          | 6 | 4 | 0 | 2 | 139 | 126 | + 13 | 12 |
| 7    | SCM Craiova                | 6 | 3 | 0 | 3 | 151 | 138 | + 13 | 9  |
| 8    | CS Gloria 2018 Bistrița    | 6 | 3 | 0 | 3 | 119 | 125 | – 6  | 9  |
| 9    | CSM Galați                 | 6 | 2 | 0 | 4 | 135 | 156 | – 21 | 6  |
| 10   | CS Dacia Mioveni 2012      | 6 | 2 | 0 | 4 | 148 | 169 | – 21 | 6  |
| 11   | HC Zalău                   | 6 | 2 | 0 | 4 | 126 | 151 | – 25 | 6  |
| 12   | CS Activ Ploiești          | 6 | 2 | 0 | 4 | 116 | 147 | – 31 | 6  |
| 13   | CSM Slatina                | 6 | 1 | 1 | 4 | 112 | 128 | – 16 | 4  |
| 14   | CS Rapid București         | 6 | 0 | 3 | 3 | 135 | 148 | – 13 | 3  |
| 15   | „U” Cluj                   | 6 | 1 | 0 | 5 | 118 | 147 | – 29 | 3  |
| 16   | ACS Crișul Chișineu-Criș2) | 6 | 0 | 0 | 6 | 107 | 170 | – 63 | 0  |

| Poz. | Nume                      | Echipă                | Goluri |
| ---- | ------------------------- | --------------------- | ------ |
| 1    | Alexandra Georgescu (ROU) | CS Dacia Mioveni 2012 | 37     |
| 2    | Eliza Buceschi (ROU)      | CS Rapid București    | 36     |
| 2    | Judith Vizuete (SPA)      | „U” Cluj              | 36     |
| 4    | Ana Maria Iuganu (ROU)    | SCM Gloria Buzău      | 33     |
| 4    | Ana Maria Țicu (ROU)      | SCM Craiova           | 33     |
| 6    | Sylwia Lisewska (POL)     | CS Măgura Cisnădie    | 32     |
| 7    | Ann Grete Nørgaard (DEN)  | SCM Râmnicu Vâlcea    | 31     |
| 8    | Jovana Kovačević (SRB)    | CS Minaur Baia Mare   | 30     |
| 8    | Kristina Liščević (SRB)   | SCM Râmnicu Vâlcea    | 30     |
| 8    | Luciana Popescu (ROU)     | CSM Slatina           | 30     |

### Etapa a VII-a
| 11 octombrie 2020 12 ianuarie 2021 tv.frh.ro13:15 | CS Activ Ploiești | 17 – 21 | CS Dacia Mioveni 2012 | Sala „Dumitru Popescu Colibași”, Brașov Asistență: 0 Arbitri: Năstase, Stancu |
| 11 octombrie 2020 12 ianuarie 2021 tv.frh.ro13:15 | Vartic 4          | (10–12) | Cîrjan 5              | Sala „Dumitru Popescu Colibași”, Brașov Asistență: 0 Arbitri: Năstase, Stancu |
| 11 octombrie 2020 12 ianuarie 2021 tv.frh.ro13:15 | 3× 1×             | Cronica | 2× 1×                 | Sala „Dumitru Popescu Colibași”, Brașov Asistență: 0 Arbitri: Năstase, Stancu |

| 11 octombrie 2020 12 ianuarie 2021 tv.frh.ro16:00 | CS Rapid București | 30 – 23 | CSU Cluj Napoca | Sala „Dumitru Popescu Colibași”, Brașov Asistență: 0 Arbitri: Agliceriu, Turdean |
| 11 octombrie 2020 12 ianuarie 2021 tv.frh.ro16:00 | Buceschi 7         | (20–11) | Vizuete 6       | Sala „Dumitru Popescu Colibași”, Brașov Asistență: 0 Arbitri: Agliceriu, Turdean |
| 11 octombrie 2020 12 ianuarie 2021 tv.frh.ro16:00 | 5× 1×              | Cronica | 2×              | Sala „Dumitru Popescu Colibași”, Brașov Asistență: 0 Arbitri: Agliceriu, Turdean |

| 11 octombrie 2020 12 ianuarie 2021 tv.frh.ro18:45 | CSM Slatina | 12 – 25 | CS Măgura Cisnădie | Sala „Dumitru Popescu Colibași”, Brașov Asistență: 0 Arbitri: Ifrim, Ilisei |
| 11 octombrie 2020 12 ianuarie 2021 tv.frh.ro18:45 | Popescu 8   | (8–11)  | Zych 5             | Sala „Dumitru Popescu Colibași”, Brașov Asistență: 0 Arbitri: Ifrim, Ilisei |
| 11 octombrie 2020 12 ianuarie 2021 tv.frh.ro18:45 | 3× 2×       | Cronica | 2× 3×              | Sala „Dumitru Popescu Colibași”, Brașov Asistență: 0 Arbitri: Ifrim, Ilisei |

| 11 octombrie 2020 13 ianuarie 2021 tv.frh.ro10:30 | HC Zalău  | 24 – 18 | SCM Craiova | Sala „Dumitru Popescu Colibași”, Brașov Asistență: 0 Arbitri: Lungu, Paraschiv |
| 11 octombrie 2020 13 ianuarie 2021 tv.frh.ro10:30 | Severin 7 | (13–8)  | Zamfir 6    | Sala „Dumitru Popescu Colibași”, Brașov Asistență: 0 Arbitri: Lungu, Paraschiv |
| 11 octombrie 2020 13 ianuarie 2021 tv.frh.ro10:30 | 6× 2×     | Cronica | 7×          | Sala „Dumitru Popescu Colibași”, Brașov Asistență: 0 Arbitri: Lungu, Paraschiv |

| 11 octombrie 2020 12 ianuarie 2021 tv.frh.ro13:15 | CS Gloria 2018 Bistrița | 32 – 25 | HC Dunărea Brăila | Sala „Dumitru Popescu Colibași”, Brașov Asistență: 0 Arbitri: Ifrim, Ilisei |
| 11 octombrie 2020 12 ianuarie 2021 tv.frh.ro13:15 | Ilina 7                 | (16–13) | Dmitrović 8       | Sala „Dumitru Popescu Colibași”, Brașov Asistență: 0 Arbitri: Ifrim, Ilisei |
| 11 octombrie 2020 12 ianuarie 2021 tv.frh.ro13:15 | 2× 1×                   | Cronica | 1× 2×             | Sala „Dumitru Popescu Colibași”, Brașov Asistență: 0 Arbitri: Ifrim, Ilisei |

| 11 octombrie 2020 13 ianuarie 2021 TVR 216:00 | SCM Gloria Buzău | 19 – 21 | SCM Râmnicu Vâlcea | Sala „Dumitru Popescu Colibași”, Brașov Asistență: 0 Arbitri: Stark, Ștefan |
| 11 octombrie 2020 13 ianuarie 2021 TVR 216:00 | Janjušević 6     | (11–9)  | González 5         | Sala „Dumitru Popescu Colibași”, Brașov Asistență: 0 Arbitri: Stark, Ștefan |
| 11 octombrie 2020 13 ianuarie 2021 TVR 216:00 | 2× 1×            | Cronica | 1× 3×              | Sala „Dumitru Popescu Colibași”, Brașov Asistență: 0 Arbitri: Stark, Ștefan |

| 11 octombrie 2020 13 ianuarie 2021 TVR 118:30 | CS Minaur Baia Mare | 23 – 28 | CSM București | Sala „Dumitru Popescu Colibași”, Brașov Asistență: 0 Arbitri: Ciulei, Stoia |
| 11 octombrie 2020 13 ianuarie 2021 TVR 118:30 | Kovačević 5         | (11–18) | Neagu 7       | Sala „Dumitru Popescu Colibași”, Brașov Asistență: 0 Arbitri: Ciulei, Stoia |
| 11 octombrie 2020 13 ianuarie 2021 TVR 118:30 |                     | Cronica | 1×            | Sala „Dumitru Popescu Colibași”, Brașov Asistență: 0 Arbitri: Ciulei, Stoia |

CSM Galați a stat.

### Etapa a VIII-a
| 18 octombrie 2020 27 ianuarie 2021 tv.frh.ro13:00 | CS Dacia Mioveni 2012 | 29 – 26 | CSM Galați | Sala Polivalentă, București Asistență: 0 Arbitri: Agliceriu, Turdean |
| 18 octombrie 2020 27 ianuarie 2021 tv.frh.ro13:00 | Georgescu 15          | (17–14) | Vizitiu 6  | Sala Polivalentă, București Asistență: 0 Arbitri: Agliceriu, Turdean |
| 18 octombrie 2020 27 ianuarie 2021 tv.frh.ro13:00 | 6× 3×                 | Cronica | 1× 3×      | Sala Polivalentă, București Asistență: 0 Arbitri: Agliceriu, Turdean |

| 18 octombrie 2020 27 ianuarie 2021 tv.frh.ro15:45 | CSU Cluj Napoca | 27 – 29 | CSM Slatina | Sala Polivalentă, București Asistență: 0 Arbitri: Popa, Velișca |
| 18 octombrie 2020 27 ianuarie 2021 tv.frh.ro15:45 | Chintoan 10     | (13–12) | Popescu 10  | Sala Polivalentă, București Asistență: 0 Arbitri: Popa, Velișca |
| 18 octombrie 2020 27 ianuarie 2021 tv.frh.ro15:45 | 3× 2×           | Cronica | 4× 2× 1×    | Sala Polivalentă, București Asistență: 0 Arbitri: Popa, Velișca |

| 18 octombrie 2020 27 ianuarie 2021 TVR 118:30 | CSM București | 28 – 23 | CS Gloria 2018 Bistrița | Sala Polivalentă, București Asistență: 0 Arbitri: Gherman, Moldovan |
| 18 octombrie 2020 27 ianuarie 2021 TVR 118:30 | Neagu 9       | (15–15) | Pristăvița 8            | Sala Polivalentă, București Asistență: 0 Arbitri: Gherman, Moldovan |
| 18 octombrie 2020 27 ianuarie 2021 TVR 118:30 | 5× 2×         | Cronica | 2× 2×                   | Sala Polivalentă, București Asistență: 0 Arbitri: Gherman, Moldovan |

| 18 octombrie 2020 28 ianuarie 2021 tv.frh.ro10:30 | SCM Gloria Buzău                  | 27 – 27 | CS Activ Ploiești | Sala Polivalentă, București Asistență: 0 Arbitri: Ciulei, Stoia |
| 18 octombrie 2020 28 ianuarie 2021 tv.frh.ro10:30 | Janjušević, Livrinikj, Moldovan 5 | (13–10) | Șerban 6          | Sala Polivalentă, București Asistență: 0 Arbitri: Ciulei, Stoia |
| 18 octombrie 2020 28 ianuarie 2021 tv.frh.ro10:30 | 3×                                | Cronica | 3× 1×             | Sala Polivalentă, București Asistență: 0 Arbitri: Ciulei, Stoia |

| 18 octombrie 2020 28 ianuarie 2021 tv.frh.ro13:15 | CS Măgura Cisnădie | 21 – 25 | CS Minaur Baia Mare | Sala Polivalentă, București Asistență: 0 Arbitri: Doană, Gociu |
| 18 octombrie 2020 28 ianuarie 2021 tv.frh.ro13:15 | Lisewska 8         | (8–11)  | Kovačević 8         | Sala Polivalentă, București Asistență: 0 Arbitri: Doană, Gociu |
| 18 octombrie 2020 28 ianuarie 2021 tv.frh.ro13:15 | 1× 1×              | Cronica | 2× 2×               | Sala Polivalentă, București Asistență: 0 Arbitri: Doană, Gociu |

| 18 octombrie 2020 28 ianuarie 2021 TVR 216:30 | SCM Râmnicu Vâlcea | 20 – 18 | HC Dunărea Brăila | Sala Polivalentă, București Asistență: 0 Arbitri: Năstase, Stancu |
| 18 octombrie 2020 28 ianuarie 2021 TVR 216:30 | González 6         | (12–13) | Dmitrović 8       | Sala Polivalentă, București Asistență: 0 Arbitri: Năstase, Stancu |
| 18 octombrie 2020 28 ianuarie 2021 TVR 216:30 | × 1×               | Cronica | 4× 1× 1×          | Sala Polivalentă, București Asistență: 0 Arbitri: Năstase, Stancu |

| 18 octombrie 2020 28 ianuarie 2021 tv.frh.ro19:15 | SCM Craiova    | 19 – 23 | CS Rapid București | Sala Polivalentă, București Asistență: 0 Arbitri: Drăguț, Drăghici |
| 18 octombrie 2020 28 ianuarie 2021 tv.frh.ro19:15 | Andrei, Nica 4 | (10–15) | Buceschi 7         | Sala Polivalentă, București Asistență: 0 Arbitri: Drăguț, Drăghici |
| 18 octombrie 2020 28 ianuarie 2021 tv.frh.ro19:15 | 1× 2×          | Cronica | 3× 1×              | Sala Polivalentă, București Asistență: 0 Arbitri: Drăguț, Drăghici |

HC Zalău a stat.

### Etapa a IX-a
| 25 octombrie 2020 29 ianuarie 2021 tv.frh.ro12:00 | CS Minaur Baia Mare | 40 – 30 | CSU Cluj Napoca | Sala Polivalentă, București Asistență: 0 Arbitri: Drăghici, Drăguț |
| 25 octombrie 2020 29 ianuarie 2021 tv.frh.ro12:00 | Kovačević, Laslo 7  | (18–17) | D. Lazăr 11     | Sala Polivalentă, București Asistență: 0 Arbitri: Drăghici, Drăguț |
| 25 octombrie 2020 29 ianuarie 2021 tv.frh.ro12:00 | 6×                  | Cronica | 3× 2×           | Sala Polivalentă, București Asistență: 0 Arbitri: Drăghici, Drăguț |

| 25 octombrie 2020 2 februarie 2021 tv.frh.ro13:15 | CS Activ Ploiești       | 16 – 29 | SCM Râmnicu Vâlcea | Sala Polivalentă, București Asistență: 0 Arbitri: Ciulei, Stoia |
| 25 octombrie 2020 2 februarie 2021 tv.frh.ro13:15 | Beșleagă, I. Leuștean 5 | (7–16)  | Bucur 7            | Sala Polivalentă, București Asistență: 0 Arbitri: Ciulei, Stoia |
| 25 octombrie 2020 2 februarie 2021 tv.frh.ro13:15 | 3×                      | Cronica | 5× 2×              | Sala Polivalentă, București Asistență: 0 Arbitri: Ciulei, Stoia |

| 25 octombrie 2020 2 februarie 2021 TVR 216:00 | CS Gloria 2018 Bistrița | 25 – 23 | CS Măgura Cisnădie | Sala Polivalentă, București Asistență: 0 Arbitri: Năstase, Stancu |
| 25 octombrie 2020 2 februarie 2021 TVR 216:00 | Ilina 6                 | (16–12) | Bardac, Zych 4     | Sala Polivalentă, București Asistență: 0 Arbitri: Năstase, Stancu |
| 25 octombrie 2020 2 februarie 2021 TVR 216:00 | 3× 1×                   | Cronica | 2× 2×              | Sala Polivalentă, București Asistență: 0 Arbitri: Năstase, Stancu |

| 25 octombrie 2020 2 februarie 2021 TVR 118:30 | HC Dunărea Brăila | 24 – 38 | CSM București | Sala Polivalentă, București Asistență: 0 Arbitri: Ghiță, Topliceanu |
| 25 octombrie 2020 2 februarie 2021 TVR 118:30 | Dmitrović 8       | (15–19) | Pintea 9      | Sala Polivalentă, București Asistență: 0 Arbitri: Ghiță, Topliceanu |
| 25 octombrie 2020 2 februarie 2021 TVR 118:30 | 3×                | Cronica | 5× 3×         | Sala Polivalentă, București Asistență: 0 Arbitri: Ghiță, Topliceanu |

| 25 octombrie 2020 3 februarie 2021 tv.frh.ro10:15 | HC Zalău   | 24 – 20 | CS Dacia Mioveni 2012 | Sala Polivalentă, București Asistență: 0 Arbitri: Șerbu, Vasilescu |
| 25 octombrie 2020 3 februarie 2021 tv.frh.ro10:15 | Mitrache 8 | (11–9)  | Georgescu 9           | Sala Polivalentă, București Asistență: 0 Arbitri: Șerbu, Vasilescu |
| 25 octombrie 2020 3 februarie 2021 tv.frh.ro10:15 | 3× 1×      | Cronica | 4× 2×                 | Sala Polivalentă, București Asistență: 0 Arbitri: Șerbu, Vasilescu |

| 25 octombrie 2020 3 februarie 2021 tv.frh.ro13:00 | CSM Galați          | 20 – 29 | SCM Gloria Buzău     | Sala Polivalentă, București Asistență: 0 Arbitri: Nacu, Rucoi |
| 25 octombrie 2020 3 februarie 2021 tv.frh.ro13:00 | Andrița, Lopătaru 5 | (10–13) | Janjušević, Rotaru 5 | Sala Polivalentă, București Asistență: 0 Arbitri: Nacu, Rucoi |
| 25 octombrie 2020 3 februarie 2021 tv.frh.ro13:00 | 4× 3×               | Cronica | 5× 2×                | Sala Polivalentă, București Asistență: 0 Arbitri: Nacu, Rucoi |

| 25 octombrie 2020 3 februarie 2021 tv.frh.ro15:45 | CSM Slatina | 19 – 29 | SCM Craiova | Sala Polivalentă, București Asistență: 0 Arbitri: Manea, Iliescu |
| 25 octombrie 2020 3 februarie 2021 tv.frh.ro15:45 | Popescu 5   | (10–15) | Zamfir 8    | Sala Polivalentă, București Asistență: 0 Arbitri: Manea, Iliescu |
| 25 octombrie 2020 3 februarie 2021 tv.frh.ro15:45 | 3× 1×       | Cronica | 4× 1×       | Sala Polivalentă, București Asistență: 0 Arbitri: Manea, Iliescu |

CS Rapid București a stat.

### Etapa a X-a
| 29 octombrie 2020 17 februarie 2021 tv.frh.ro11:00 | SCM Craiova  | 22 – 30 | CS Minaur Baia Mare | Arena Sepsi, Sfântu Gheorghe Asistență: 0 Arbitri: Pârvu, Potîrniche |
| 29 octombrie 2020 17 februarie 2021 tv.frh.ro11:00 | Cace, Nica 6 | (10–16) | Kovačević 8         | Arena Sepsi, Sfântu Gheorghe Asistență: 0 Arbitri: Pârvu, Potîrniche |
| 29 octombrie 2020 17 februarie 2021 tv.frh.ro11:00 | 1× 1×        | Cronica | 3× 1×               | Arena Sepsi, Sfântu Gheorghe Asistență: 0 Arbitri: Pârvu, Potîrniche |

| 29 octombrie 2020 17 februarie 2021 tv.frh.ro12:45 | CS Dacia Mioveni 2012 | 20 – 24 | CS Rapid București  | Arena Sepsi, Sfântu Gheorghe Asistență: 0 Arbitri: Doană, Gociu |
| 29 octombrie 2020 17 februarie 2021 tv.frh.ro12:45 | Georgescu 8           | (10–15) | C. Constantinescu 7 | Arena Sepsi, Sfântu Gheorghe Asistență: 0 Arbitri: Doană, Gociu |
| 29 octombrie 2020 17 februarie 2021 tv.frh.ro12:45 | 2× 2×                 | Cronica | 5× 2×               | Arena Sepsi, Sfântu Gheorghe Asistență: 0 Arbitri: Doană, Gociu |

| 29 octombrie 2020 17 februarie 2021 tv.frh.ro16:30 | CS Măgura Cisnădie | 28 – 29 | HC Dunărea Brăila | Arena Sepsi, Sfântu Gheorghe Asistență: 0 Arbitri: Mârza, Nedelea |
| 29 octombrie 2020 17 februarie 2021 tv.frh.ro16:30 | Lisewska 10        | (12–15) | Czeczi 8          | Arena Sepsi, Sfântu Gheorghe Asistență: 0 Arbitri: Mârza, Nedelea |
| 29 octombrie 2020 17 februarie 2021 tv.frh.ro16:30 | 3× 2×              | Cronica | 2× 2×             | Arena Sepsi, Sfântu Gheorghe Asistență: 0 Arbitri: Mârza, Nedelea |

| 29 octombrie 2020 18 februarie 2021 tv.frh.ro10:30 | CS Activ Ploiești | 25 – 25 | CSM Galați | Arena Sepsi, Sfântu Gheorghe Asistență: 0 Arbitri: Ciulei, Stoia |
| 29 octombrie 2020 18 februarie 2021 tv.frh.ro10:30 | Crețu 8           | (10–13) | Cioaric 7  | Arena Sepsi, Sfântu Gheorghe Asistență: 0 Arbitri: Ciulei, Stoia |
| 29 octombrie 2020 18 februarie 2021 tv.frh.ro10:30 | 2× 2×             | Cronica | 3× 3×      | Arena Sepsi, Sfântu Gheorghe Asistență: 0 Arbitri: Ciulei, Stoia |

| 29 octombrie 2020 18 februarie 2021 tv.frh.ro13:15 | CSU Cluj Napoca | 25 – 24 | CS Gloria 2018 Bistrița | Arena Sepsi, Sfântu Gheorghe Asistență: 0 Arbitri: Agliceriu, Turdean |
| 29 octombrie 2020 18 februarie 2021 tv.frh.ro13:15 | Necula 9        | (14–17) | Ilina 6                 | Arena Sepsi, Sfântu Gheorghe Asistență: 0 Arbitri: Agliceriu, Turdean |
| 29 octombrie 2020 18 februarie 2021 tv.frh.ro13:15 | 3× 1×           | Cronica | 2× 3×                   | Arena Sepsi, Sfântu Gheorghe Asistență: 0 Arbitri: Agliceriu, Turdean |

| 29 octombrie 2020 18 februarie 2021 TVR 116:00 | SCM Gloria Buzău | 27 – 26 | HC Zalău | Arena Sepsi, Sfântu Gheorghe Asistență: 0 Arbitri: Basso, Tofan |
| 29 octombrie 2020 18 februarie 2021 TVR 116:00 | Janjušević 8     | (15–10) | Ivan 5   | Arena Sepsi, Sfântu Gheorghe Asistență: 0 Arbitri: Basso, Tofan |
| 29 octombrie 2020 18 februarie 2021 TVR 116:00 | 4× 2×            | Cronica | 5× 2×    | Arena Sepsi, Sfântu Gheorghe Asistență: 0 Arbitri: Basso, Tofan |

| 29 octombrie 2020 18 februarie 2021 TVR 118:30 | SCM Râmnicu Vâlcea | 22 – 27 | CSM București | Arena Sepsi, Sfântu Gheorghe Asistență: 0 Arbitri: Ifrim, Olisei |
| 29 octombrie 2020 18 februarie 2021 TVR 118:30 | Minevskaja 6       | (9–11)  | Neagu 7       | Arena Sepsi, Sfântu Gheorghe Asistență: 0 Arbitri: Ifrim, Olisei |
| 29 octombrie 2020 18 februarie 2021 TVR 118:30 | 2× 2×              | Cronica | 1× 3×         | Arena Sepsi, Sfântu Gheorghe Asistență: 0 Arbitri: Ifrim, Olisei |

CSM Slatina a stat

### Etapa a XI-a
| 1 noiembrie 2020 23 februarie 2021 tv.frh.ro10:30 | CSM Galați | 20 – 33 | SCM Râmnicu Vâlcea | Sala Polivalentă, București Asistență: 0 Arbitri: Agliceriu, Turdean |
| 1 noiembrie 2020 23 februarie 2021 tv.frh.ro10:30 | Șeiko 8    | (9–15)  | Bucur 4            | Sala Polivalentă, București Asistență: 0 Arbitri: Agliceriu, Turdean |
| 1 noiembrie 2020 23 februarie 2021 tv.frh.ro10:30 | 1× 1×      | Cronica | 5× 2×              | Sala Polivalentă, București Asistență: 0 Arbitri: Agliceriu, Turdean |

| 1 noiembrie 2020 23 februarie 2021 tv.frh.ro13:15 | CS Gloria 2018 Bistrița | 28 – 23 | SCM Craiova | Sala Polivalentă, București Asistență: 0 Arbitri: Doană, Gociu |
| 1 noiembrie 2020 23 februarie 2021 tv.frh.ro13:15 | Dincă 7                 | (12–7)  | Zamfir 7    | Sala Polivalentă, București Asistență: 0 Arbitri: Doană, Gociu |
| 1 noiembrie 2020 23 februarie 2021 tv.frh.ro13:15 | 2× 2×                   | Cronica | 1× 2×       | Sala Polivalentă, București Asistență: 0 Arbitri: Doană, Gociu |

| 1 noiembrie 2020 23 februarie 2021 TVR 216:00 | CS Rapid București | 24 – 25 | SCM Gloria Buzău | Sala Polivalentă, București Asistență: 0 Arbitri: Badiu, Barbu |
| 1 noiembrie 2020 23 februarie 2021 TVR 216:00 | Buceschi 9         | (10–12) | Janjušević 8     | Sala Polivalentă, București Asistență: 0 Arbitri: Badiu, Barbu |
| 1 noiembrie 2020 23 februarie 2021 TVR 216:00 | 3× 2×              | Cronica | 5× 1×            | Sala Polivalentă, București Asistență: 0 Arbitri: Badiu, Barbu |

| 1 noiembrie 2020 23 februarie 2021 TVR 118:30 | CSM București           | 31 – 25 | CS Măgura Cisnădie | Sala Polivalentă, București Asistență: 0 Arbitri: Gorina, Melencu |
| 1 noiembrie 2020 23 februarie 2021 TVR 118:30 | Martín, Neagu, Pintea 6 | (21–11) | Blažević 10        | Sala Polivalentă, București Asistență: 0 Arbitri: Gorina, Melencu |
| 1 noiembrie 2020 23 februarie 2021 TVR 118:30 | 2× 3×                   | Cronica | 3× 1×              | Sala Polivalentă, București Asistență: 0 Arbitri: Gorina, Melencu |

| 1 noiembrie 2020 24 februarie 2021 tv.frh.ro10:15 | CSM Slatina   | 25 – 22 | CS Dacia Mioveni 2012 | Sala Polivalentă, București Asistență: 0 Arbitri: Drăghici, Drăguț |
| 1 noiembrie 2020 24 februarie 2021 tv.frh.ro10:15 | Stoicănescu 8 | (12–13) | Georgescu 11          | Sala Polivalentă, București Asistență: 0 Arbitri: Drăghici, Drăguț |
| 1 noiembrie 2020 24 februarie 2021 tv.frh.ro10:15 | 1× 3×         | Cronica | 4× 1×                 | Sala Polivalentă, București Asistență: 0 Arbitri: Drăghici, Drăguț |

| 1 noiembrie 2020 24 februarie 2021 tv.frh.ro13:00 | HC Zalău  | 22 – 16 | CS Activ Ploiești | Sala Polivalentă, București Asistență: 0 Arbitri: Popa, Velișca |
| 1 noiembrie 2020 24 februarie 2021 tv.frh.ro13:00 | Severin 6 | (9–8)   | Crețu 4           | Sala Polivalentă, București Asistență: 0 Arbitri: Popa, Velișca |
| 1 noiembrie 2020 24 februarie 2021 tv.frh.ro13:00 | 3× 1×     | Cronica | 5× 2×             | Sala Polivalentă, București Asistență: 0 Arbitri: Popa, Velișca |

| 1 noiembrie 2020 24 februarie 2021 tv.frh.ro15:45 | HC Dunărea Brăila | 30 – 24 | CSU Cluj Napoca | Sala Polivalentă, București Asistență: 0 Arbitri: Ciulei, Stoia |
| 1 noiembrie 2020 24 februarie 2021 tv.frh.ro15:45 | Kanaval 7         | (11–13) | D. Lazăr 7      | Sala Polivalentă, București Asistență: 0 Arbitri: Ciulei, Stoia |
| 1 noiembrie 2020 24 februarie 2021 tv.frh.ro15:45 | 4× 1×             | Cronica | 1× 2×           | Sala Polivalentă, București Asistență: 0 Arbitri: Ciulei, Stoia |

CS Minaur Baia Mare a stat

### Etapa a XII-a
| 8 noiembrie 2020 9 martie 2021 tv.frh.ro13:00 | CSU Cluj Napoca | 27 – 27 | CSM București      | Sala Sporturilor „Traian”, Râmnicu Vâlcea Asistență: 0 Arbitri: Lungu, Paraschiv |
| 8 noiembrie 2020 9 martie 2021 tv.frh.ro13:00 | D. Lazăr 8      | (15–14) | Martín, Omoregie 7 | Sala Sporturilor „Traian”, Râmnicu Vâlcea Asistență: 0 Arbitri: Lungu, Paraschiv |
| 8 noiembrie 2020 9 martie 2021 tv.frh.ro13:00 | 2× 1×           | Cronica | 4×                 | Sala Sporturilor „Traian”, Râmnicu Vâlcea Asistență: 0 Arbitri: Lungu, Paraschiv |

| 8 noiembrie 2020 9 martie 2021 tv.frh.ro15:45 | CS Dacia Mioveni 2012 | 26 – 30 | CS Minaur Baia Mare | Sala Sporturilor „Traian”, Râmnicu Vâlcea Asistență: 0 Arbitri: Ciulei, Stoia |
| 8 noiembrie 2020 9 martie 2021 tv.frh.ro15:45 | Toma 7                | (16–16) | Kovačević 9         | Sala Sporturilor „Traian”, Râmnicu Vâlcea Asistență: 0 Arbitri: Ciulei, Stoia |
| 8 noiembrie 2020 9 martie 2021 tv.frh.ro15:45 | 1×                    | Cronica | 2× 1×               | Sala Sporturilor „Traian”, Râmnicu Vâlcea Asistență: 0 Arbitri: Ciulei, Stoia |

| 8 noiembrie 2020 9 martie 2021 tv.frh.ro18:30 | CS Activ Ploiești | 23 – 33 | CS Rapid București                     | Sala Sporturilor „Traian”, Râmnicu Vâlcea Asistență: 0 Arbitri: Mârza, Nedelea |
| 8 noiembrie 2020 9 martie 2021 tv.frh.ro18:30 | Bucă 9            | (10–18) | Buceschi, C. Constantinescu, Kassoma 5 | Sala Sporturilor „Traian”, Râmnicu Vâlcea Asistență: 0 Arbitri: Mârza, Nedelea |
| 8 noiembrie 2020 9 martie 2021 tv.frh.ro18:30 | 1×                | Cronica | 3× 1×                                  | Sala Sporturilor „Traian”, Râmnicu Vâlcea Asistență: 0 Arbitri: Mârza, Nedelea |

| 8 noiembrie 2020 10 martie 2021 tv.frh.ro10:30 | SCM Gloria Buzău               | 24 – 23 | CSM Slatina | Sala Sporturilor „Traian”, Râmnicu Vâlcea Asistență: 0 Arbitri: Ifrim, Olisei |
| 8 noiembrie 2020 10 martie 2021 tv.frh.ro10:30 | A. Ilie, Livrinikj, Petrović 4 | (12–14) | Popescu 10  | Sala Sporturilor „Traian”, Râmnicu Vâlcea Asistență: 0 Arbitri: Ifrim, Olisei |
| 8 noiembrie 2020 10 martie 2021 tv.frh.ro10:30 | 3× 2×                          | Cronica | 5× 2×       | Sala Sporturilor „Traian”, Râmnicu Vâlcea Asistență: 0 Arbitri: Ifrim, Olisei |

| 8 noiembrie 2020 10 martie 2021 tv.frh.ro13:15 | CSM Galați | 26 – 32 | HC Zalău   | Sala Sporturilor „Traian”, Râmnicu Vâlcea Asistență: 0 Arbitri: Ghiorghișor, State |
| 8 noiembrie 2020 10 martie 2021 tv.frh.ro13:15 | Cioaric 11 | (10–17) | Severin 10 | Sala Sporturilor „Traian”, Râmnicu Vâlcea Asistență: 0 Arbitri: Ghiorghișor, State |
| 8 noiembrie 2020 10 martie 2021 tv.frh.ro13:15 | 6× 2× 1×   | Cronica | 6× 2× 1×   | Sala Sporturilor „Traian”, Râmnicu Vâlcea Asistență: 0 Arbitri: Ghiorghișor, State |

| 8 noiembrie 2020 10 martie 2021 TVR 216:00 | SCM Craiova | 28 – 27 | HC Dunărea Brăila | Sala Sporturilor „Traian”, Râmnicu Vâlcea Asistență: 0 Arbitri: Șerbu, Vasilescu |
| 8 noiembrie 2020 10 martie 2021 TVR 216:00 | Adespii 5   | (15–15) | Dmitrović 8       | Sala Sporturilor „Traian”, Râmnicu Vâlcea Asistență: 0 Arbitri: Șerbu, Vasilescu |
| 8 noiembrie 2020 10 martie 2021 TVR 216:00 | 2× 2×       | Cronica | 2× 1×             | Sala Sporturilor „Traian”, Râmnicu Vâlcea Asistență: 0 Arbitri: Șerbu, Vasilescu |

| 8 noiembrie 2020 10 martie 2021 TVR 118:30 | SCM Râmnicu Vâlcea | 30 – 27 | CS Măgura Cisnădie | Sala Sporturilor „Traian”, Râmnicu Vâlcea Asistență: 0 Arbitri: Stark, Ștefan |
| 8 noiembrie 2020 10 martie 2021 TVR 118:30 | Florica 6          | (15–14) | Gjeorgjievska 10   | Sala Sporturilor „Traian”, Râmnicu Vâlcea Asistență: 0 Arbitri: Stark, Ștefan |
| 8 noiembrie 2020 10 martie 2021 TVR 118:30 | 4× 2×              | Cronica | 3× 1× 1×           | Sala Sporturilor „Traian”, Râmnicu Vâlcea Asistență: 0 Arbitri: Stark, Ștefan |

CS Gloria 2018 Bistrița a stat

### Etapa a XIII-a
| 15 noiembrie 2020 24 martie 2021 tv.frh.ro13:15 | CS Rapid București | 27 – 23 | CSM Galați | Sala Sporturilor „Lascăr Pană”, Baia Mare Asistență: 0 Arbitri: Costache, Vasile |
| 15 noiembrie 2020 24 martie 2021 tv.frh.ro13:15 | Kassoma 7          | (18–12) | Bokarić 6  | Sala Sporturilor „Lascăr Pană”, Baia Mare Asistență: 0 Arbitri: Costache, Vasile |
| 15 noiembrie 2020 24 martie 2021 tv.frh.ro13:15 | 4× 2×              | Cronica | 3× 2×      | Sala Sporturilor „Lascăr Pană”, Baia Mare Asistență: 0 Arbitri: Costache, Vasile |

| 15 noiembrie 2020 24 martie 2021 TVR 216:00 | CS Minaur Baia Mare | 28 – 21 | SCM Gloria Buzău | Sala Sporturilor „Lascăr Pană”, Baia Mare Asistență: 0 Arbitri: Doană, Gociu |
| 15 noiembrie 2020 24 martie 2021 TVR 216:00 | Kovačević 10        | (13–12) | Iuganu, Rotaru 5 | Sala Sporturilor „Lascăr Pană”, Baia Mare Asistență: 0 Arbitri: Doană, Gociu |
| 15 noiembrie 2020 24 martie 2021 TVR 216:00 | 2× 2×               | Cronica | 2× 2×            | Sala Sporturilor „Lascăr Pană”, Baia Mare Asistență: 0 Arbitri: Doană, Gociu |

| 15 noiembrie 2020 24 martie 2021 tv.frh.ro18:45 | CS Gloria 2018 Bistrița | 22 – 24 | CS Dacia Mioveni 2012 | Sala Sporturilor „Lascăr Pană”, Baia Mare Asistență: 0 Arbitri: Georgescu, Moldoveanu |
| 15 noiembrie 2020 24 martie 2021 tv.frh.ro18:45 | Ilina 4                 | (12–11) | Toma 6                | Sala Sporturilor „Lascăr Pană”, Baia Mare Asistență: 0 Arbitri: Georgescu, Moldoveanu |
| 15 noiembrie 2020 24 martie 2021 tv.frh.ro18:45 | 3× 3×                   | Cronica | 2× 2×                 | Sala Sporturilor „Lascăr Pană”, Baia Mare Asistență: 0 Arbitri: Georgescu, Moldoveanu |

| 15 noiembrie 2020 25 martie 2021 tv.frh.ro10:30 | CSM Slatina | 26 – 19 | CS Activ Ploiești | Sala Sporturilor „Lascăr Pană”, Baia Mare Asistență: 0 Arbitri: Pârvu, Potîrniche |
| 15 noiembrie 2020 25 martie 2021 tv.frh.ro10:30 | Ostase 9    | (15–10) | I. Leuștean 5     | Sala Sporturilor „Lascăr Pană”, Baia Mare Asistență: 0 Arbitri: Pârvu, Potîrniche |
| 15 noiembrie 2020 25 martie 2021 tv.frh.ro10:30 | 3× 1×       | Cronica | 5× 2× 1×          | Sala Sporturilor „Lascăr Pană”, Baia Mare Asistență: 0 Arbitri: Pârvu, Potîrniche |

| 15 noiembrie 2020 25 martie 2021 tv.frh.ro13:15 | HC Zalău | 27 – 31 | SCM Râmnicu Vâlcea | Sala Sporturilor „Lascăr Pană”, Baia Mare Asistență: 0 Arbitri: Gherman, Moldovan |
| 15 noiembrie 2020 25 martie 2021 tv.frh.ro13:15 | Mihart 6 | (15–14) | Glibko 8           | Sala Sporturilor „Lascăr Pană”, Baia Mare Asistență: 0 Arbitri: Gherman, Moldovan |
| 15 noiembrie 2020 25 martie 2021 tv.frh.ro13:15 | 5× 1× 1× | Cronica | 2× 2×              | Sala Sporturilor „Lascăr Pană”, Baia Mare Asistență: 0 Arbitri: Gherman, Moldovan |

| 15 noiembrie 2020 25 martie 2021 TVR 216:00 | CSM București | 28 – 21 | SCM Craiova | Sala Sporturilor „Lascăr Pană”, Baia Mare Asistență: 0 Arbitri: Agliceriu, Turdean |
| 15 noiembrie 2020 25 martie 2021 TVR 216:00 | Omoregie 5    | (16–9)  | Nica 5      | Sala Sporturilor „Lascăr Pană”, Baia Mare Asistență: 0 Arbitri: Agliceriu, Turdean |
| 15 noiembrie 2020 25 martie 2021 TVR 216:00 | 2×            | Cronica | 1× 1×       | Sala Sporturilor „Lascăr Pană”, Baia Mare Asistență: 0 Arbitri: Agliceriu, Turdean |

| 15 noiembrie 2020 25 martie 2021 tv.frh.ro18:45 | CS Măgura Cisnădie  | 31 – 26 | CSU Cluj Napoca | Sala Sporturilor „Lascăr Pană”, Baia Mare Asistență: 0 Arbitri: Iliescu, Manea |
| 15 noiembrie 2020 25 martie 2021 tv.frh.ro18:45 | Bardac, Radojević 7 | (16–12) | D. Lazăr 10     | Sala Sporturilor „Lascăr Pană”, Baia Mare Asistență: 0 Arbitri: Iliescu, Manea |
| 15 noiembrie 2020 25 martie 2021 tv.frh.ro18:45 | 3× 2×               | Cronica | 6× 2×           | Sala Sporturilor „Lascăr Pană”, Baia Mare Asistență: 0 Arbitri: Iliescu, Manea |

HC Dunărea Brăila a stat

### Etapa a XIV-a
| 19 noiembrie 2020 30 martie 2021 tv.frh.ro10:30 | CS Activ Ploiești | 24 – 32 | CS Minaur Baia Mare             | Arena Sepsi, Sfântu Gheorghe Asistență: 0 Arbitri: Lungu, Paraschiv |
| 19 noiembrie 2020 30 martie 2021 tv.frh.ro10:30 | Șerban            | (10–15) | Kovačević, Laslo, Seraficeanu 5 | Arena Sepsi, Sfântu Gheorghe Asistență: 0 Arbitri: Lungu, Paraschiv |
| 19 noiembrie 2020 30 martie 2021 tv.frh.ro10:30 | 4× 2×             | Cronica | 2× 2×                           | Arena Sepsi, Sfântu Gheorghe Asistență: 0 Arbitri: Lungu, Paraschiv |

| 19 noiembrie 2020 30 martie 2021 tv.frh.ro13:15 | SCM Craiova    | 19 – 21 | CS Măgura Cisnădie | Arena Sepsi, Sfântu Gheorghe Asistență: 0 Arbitri: Georgescu, Moldoveanu |
| 19 noiembrie 2020 30 martie 2021 tv.frh.ro13:15 | Savu, Zamfir 4 | (10–8)  | Tătar 6            | Arena Sepsi, Sfântu Gheorghe Asistență: 0 Arbitri: Georgescu, Moldoveanu |
| 19 noiembrie 2020 30 martie 2021 tv.frh.ro13:15 | 5× 3× 1×       | Cronica | 2× 2×              | Arena Sepsi, Sfântu Gheorghe Asistență: 0 Arbitri: Georgescu, Moldoveanu |

| 19 noiembrie 2020 30 martie 2021 TVR 216:00 | SCM Gloria Buzău | 23 – 22 | CS Gloria 2018 Bistrița | Arena Sepsi, Sfântu Gheorghe Asistență: 0 Arbitri: Basso, Tofan |
| 19 noiembrie 2020 30 martie 2021 TVR 216:00 | Iuganu 10        | (11–9)  | Ilina, Vasilevskaia     | Arena Sepsi, Sfântu Gheorghe Asistență: 0 Arbitri: Basso, Tofan |
| 19 noiembrie 2020 30 martie 2021 TVR 216:00 | 1× 1×            | Cronica | 3× 2×                   | Arena Sepsi, Sfântu Gheorghe Asistență: 0 Arbitri: Basso, Tofan |

| 19 noiembrie 2020 31 martie 2021 tv.frh.ro10:30 | CSM Galați | 19 – 25 | CSM Slatina | Arena Sepsi, Sfântu Gheorghe Asistență: 0 Arbitri: Șerbu, Vasilescu |
| 19 noiembrie 2020 31 martie 2021 tv.frh.ro10:30 | Vălean 4   | (6–9)   | Ostase 10   | Arena Sepsi, Sfântu Gheorghe Asistență: 0 Arbitri: Șerbu, Vasilescu |
| 19 noiembrie 2020 31 martie 2021 tv.frh.ro10:30 | 2× 2×      | Cronica | 3× 2×       | Arena Sepsi, Sfântu Gheorghe Asistență: 0 Arbitri: Șerbu, Vasilescu |

| 19 noiembrie 2020 31 martie 2021 tv.frh.ro13:15 | CS Dacia Mioveni 2012 | 28 – 33 | HC Dunărea Brăila | Arena Sepsi, Sfântu Gheorghe Asistență: 0 Arbitri: Ciulei, Stoia |
| 19 noiembrie 2020 31 martie 2021 tv.frh.ro13:15 | Tanasković 6          | (18–18) | Dmitrović 11      | Arena Sepsi, Sfântu Gheorghe Asistență: 0 Arbitri: Ciulei, Stoia |
| 19 noiembrie 2020 31 martie 2021 tv.frh.ro13:15 | 1× 2×                 | Cronica | 4× 2×             | Arena Sepsi, Sfântu Gheorghe Asistență: 0 Arbitri: Ciulei, Stoia |

| 19 noiembrie 2020 31 martie 2021 TVR 216:00 | HC Zalău   | 22 – 28 | CS Rapid București | Arena Sepsi, Sfântu Gheorghe Asistență: 0 Arbitri: Cazan, Suliman |
| 19 noiembrie 2020 31 martie 2021 TVR 216:00 | Severin 10 | (11–18) | Buceschi 15        | Arena Sepsi, Sfântu Gheorghe Asistență: 0 Arbitri: Cazan, Suliman |
| 19 noiembrie 2020 31 martie 2021 TVR 216:00 | 6× 2× 1×   | Cronica | 6× 1×              | Arena Sepsi, Sfântu Gheorghe Asistență: 0 Arbitri: Cazan, Suliman |

| 19 noiembrie 2020 31 martie 2021 tv.frh.ro18:45 | SCM Râmnicu Vâlcea | 35 – 28 | CSU Cluj Napoca               | Arena Sepsi, Sfântu Gheorghe Asistență: 0 Arbitri: Gurbina, Stanciu |
| 19 noiembrie 2020 31 martie 2021 tv.frh.ro18:45 | Aardahl, Glibko 5  | (17–15) | Chintoan, F. Ilie, D. Lazăr 6 | Arena Sepsi, Sfântu Gheorghe Asistență: 0 Arbitri: Gurbina, Stanciu |
| 19 noiembrie 2020 31 martie 2021 tv.frh.ro18:45 | 6× 3×              | Cronica | 4× 1×                         | Arena Sepsi, Sfântu Gheorghe Asistență: 0 Arbitri: Gurbina, Stanciu |

CSM București a stat

### Etapa a XV-a
| 10 ianuarie 2021 6 aprilie 2021 tv.frh.ro12:00 | CS Gloria 2018 Bistrița | 28 – 25 | CS Activ Ploiești | Sala Polivalentă, București Asistență: 0 Arbitri: Doană, Gociu |
| 10 ianuarie 2021 6 aprilie 2021 tv.frh.ro12:00 | Pristăvița 7            | (14–11) | Beșleagă 5        | Sala Polivalentă, București Asistență: 0 Arbitri: Doană, Gociu |
| 10 ianuarie 2021 6 aprilie 2021 tv.frh.ro12:00 | 4×                      | Cronica | 3× 2×             | Sala Polivalentă, București Asistență: 0 Arbitri: Doană, Gociu |

| 10 ianuarie 2021 6 aprilie 2021 tv.frh.ro14:45 | CSU Cluj Napoca | 27 – 21 | SCM Craiova  | Sala Polivalentă, București Asistență: 0 Arbitri: Constantin, Gál |
| 10 ianuarie 2021 6 aprilie 2021 tv.frh.ro14:45 | Necula 7        | (14–7)  | Savu, Țicu 5 | Sala Polivalentă, București Asistență: 0 Arbitri: Constantin, Gál |
| 10 ianuarie 2021 6 aprilie 2021 tv.frh.ro14:45 | 6× 2×           | Cronica | 3× 2× 1×     | Sala Polivalentă, București Asistență: 0 Arbitri: Constantin, Gál |

| 10 ianuarie 2021 6 aprilie 2021 tv.frh.ro17:30 | CSM București | 28 – 23 | CS Dacia Mioveni 2012 | Sala Polivalentă, București Asistență: 0 Arbitri: Manafu, Pavel |
| 10 ianuarie 2021 6 aprilie 2021 tv.frh.ro17:30 | Pintea 11     | (15–8)  | Cîrjan 6              | Sala Polivalentă, București Asistență: 0 Arbitri: Manafu, Pavel |
| 10 ianuarie 2021 6 aprilie 2021 tv.frh.ro17:30 | 3× 2×         | Cronica | 2× 1×                 | Sala Polivalentă, București Asistență: 0 Arbitri: Manafu, Pavel |

| 10 ianuarie 2021 7 aprilie 2021 tv.frh.ro10:30 | CS Minaur Baia Mare | 37 – 32 | CSM Galați | Sala Polivalentă, București Asistență: 0 Arbitri: Agliceriu, Turdean |
| 10 ianuarie 2021 7 aprilie 2021 tv.frh.ro10:30 | Kovačević 8         | (22–14) | Andrița 7  | Sala Polivalentă, București Asistență: 0 Arbitri: Agliceriu, Turdean |
| 10 ianuarie 2021 7 aprilie 2021 tv.frh.ro10:30 | 5× 2×               | Cronica | 1× 3×      | Sala Polivalentă, București Asistență: 0 Arbitri: Agliceriu, Turdean |

| 10 ianuarie 2021 7 aprilie 2021 tv.frh.ro13:15 | CSM Slatina | 18 – 21 | HC Zalău | Sala Polivalentă, București Asistență: 0 Arbitri: Popa, Velișca |
| 10 ianuarie 2021 7 aprilie 2021 tv.frh.ro13:15 | Ostase 6    | (9–12)  | Mihart 7 | Sala Polivalentă, București Asistență: 0 Arbitri: Popa, Velișca |
| 10 ianuarie 2021 7 aprilie 2021 tv.frh.ro13:15 | 3× 3×       | Cronica | 3× 2×    | Sala Polivalentă, București Asistență: 0 Arbitri: Popa, Velișca |

| 10 ianuarie 2021 7 aprilie 2021 TVR 216:00 | HC Dunărea Brăila | 25 – 25 | SCM Gloria Buzău | Sala Polivalentă, București Asistență: 0 Arbitri: Harabagiu, Stănescu |
| 10 ianuarie 2021 7 aprilie 2021 TVR 216:00 | Dmitrović 10      | (12–13) | Klikovac 5       | Sala Polivalentă, București Asistență: 0 Arbitri: Harabagiu, Stănescu |
| 10 ianuarie 2021 7 aprilie 2021 TVR 216:00 | 4× 1×             | Cronica | 2× 3× 1×         | Sala Polivalentă, București Asistență: 0 Arbitri: Harabagiu, Stănescu |

| 10 ianuarie 2021 7 aprilie 2021 TVR 118:30 | CS Rapid București  | 14 – 25 | SCM Râmnicu Vâlcea | Sala Polivalentă, București Asistență: 0 Arbitri: Năstase, Stancu |
| 10 ianuarie 2021 7 aprilie 2021 TVR 118:30 | C. Constantinescu 4 | (5–13)  | López 5            | Sala Polivalentă, București Asistență: 0 Arbitri: Năstase, Stancu |
| 10 ianuarie 2021 7 aprilie 2021 TVR 118:30 | 5×                  | Cronica | 3× 2×              | Sala Polivalentă, București Asistență: 0 Arbitri: Năstase, Stancu |

CS Măgura Cisnădie a stat
| Poz. | Echipa                     | J  | V  | E | Î  | GM  | GP  | G     | P  |
| ---- | -------------------------- | -- | -- | - | -- | --- | --- | ----- | -- |
| 1    | CSM București              | 14 | 13 | 1 | 0  | 415 | 305 | + 110 | 40 |
| 2    | CS Minaur Baia Mare        | 14 | 12 | 1 | 1  | 394 | 325 | + 69  | 37 |
| 3    | SCM Râmnicu Vâlcea         | 14 | 12 | 0 | 2  | 382 | 299 | + 83  | 36 |
| 4    | SCM Gloria Buzău           | 14 | 9  | 2 | 3  | 342 | 329 | + 13  | 29 |
| 5    | CS Măgura Cisnădie         | 14 | 7  | 1 | 6  | 359 | 324 | + 35  | 22 |
| 6    | HC Dunărea Brăila          | 14 | 7  | 1 | 6  | 350 | 349 | + 1   | 22 |
| 7    | CS Rapid București         | 14 | 6  | 3 | 5  | 338 | 328 | + 10  | 21 |
| 8    | CS Gloria 2018 Bistrița    | 14 | 7  | 0 | 7  | 323 | 321 | + 2   | 21 |
| 9    | HC Zalău                   | 14 | 7  | 0 | 7  | 324 | 335 | – 11  | 21 |
| 10   | CSM Slatina                | 14 | 5  | 1 | 8  | 289 | 314 | – 25  | 16 |
| 11   | SCM Craiova                | 14 | 4  | 0 | 10 | 321 | 346 | – 25  | 12 |
| 12   | CS Dacia Mioveni 2012      | 14 | 4  | 0 | 10 | 331 | 371 | – 40  | 12 |
| 13   | CSM Galați                 | 14 | 2  | 1 | 11 | 326 | 393 | – 67  | 7  |
| 14   | „U” Cluj1)                 | 14 | 2  | 1 | 11 | 345 | 414 | – 69  | 6  |
| 15   | CS Activ Ploiești          | 14 | 1  | 2 | 11 | 289 | 375 | – 86  | 5  |
| 16   | ACS Crișul Chișineu-Criș2) | 6  | 0  | 0 | 6  | 107 | 170 | – 63  | 0  |

| Poz. | Nume                      | Echipă                | Goluri |
| ---- | ------------------------- | --------------------- | ------ |
| 1    | Jovana Kovačević (SRB)    | CS Minaur Baia Mare   | 90     |
| 2    | Eliza Buceschi (ROU)      | CS Rapid București    | 87     |
| 2    | Alexandra Georgescu (ROU) | CS Dacia Mioveni 2012 | 87     |
| 4    | Luciana Popescu (ROU)     | CSM Slatina           | 82     |
| 5    | Marina Dmitrović (SRB)    | HC Dunărea Brăila     | 78     |
| 6    | Crina Pintea (ROU)        | CSM București         | 76     |
| 7    | Diana Lazăr (ROU)         | „U” Cluj              | 70     |
| 8    | Sylwia Lisewska (POL)     | CS Măgura Cisnădie    | 68     |
| 9    | Alexandra Severin (ROU)   | HC Zalău              | 67     |
| 10   | Rebeca Necula (ROU)       | „U” Cluj              | 65     |

## Rezultate în retur
Programul returului campionatului a fost anunțat pe 11 iunie 2020.
Date oficiale publicate de Federația Română de Handbal

### Etapa a XVI-a
| 17 ianuarie 2021 26 aprilie 2021 tv.frh.ro10:30 | CS Gloria 2018 Bistrița | 32 – 23 | CSM Galați | Sala Polivalentă, Bistrița Asistență: 0 Arbitri: Ciulei, Stoia |
| 17 ianuarie 2021 26 aprilie 2021 tv.frh.ro10:30 | Ardean-Elisei 5         | (19–7)  | Șeiko 4    | Sala Polivalentă, Bistrița Asistență: 0 Arbitri: Ciulei, Stoia |
| 17 ianuarie 2021 26 aprilie 2021 tv.frh.ro10:30 | 1× 1×                   | Cronica | 1× 1×      | Sala Polivalentă, Bistrița Asistență: 0 Arbitri: Ciulei, Stoia |

| 17 ianuarie 2021 26 aprilie 2021 tv.frh.ro11:00 | CS Minaur Baia Mare | 32 – 29 | HC Zalău | Sala LPS, Bistrița Asistență: 0 Arbitri: Manafu, Pavel |
| 17 ianuarie 2021 26 aprilie 2021 tv.frh.ro11:00 | Laslo 11            | (18–15) | Jlezi 7  | Sala LPS, Bistrița Asistență: 0 Arbitri: Manafu, Pavel |
| 17 ianuarie 2021 26 aprilie 2021 tv.frh.ro11:00 | 9× 3× 1×            | Cronica | 1× 2×    | Sala LPS, Bistrița Asistență: 0 Arbitri: Manafu, Pavel |

| 17 ianuarie 2021 26 aprilie 2021 tv.frh.ro13:15 | CSM Slatina | 19 – 24 | CS Rapid București | Sala Polivalentă, Bistrița Asistență: 0 Arbitri: Drăghici, Drăguț |
| 17 ianuarie 2021 26 aprilie 2021 tv.frh.ro13:15 | Popescu 10  | (6–11)  | Kassoma 6          | Sala Polivalentă, Bistrița Asistență: 0 Arbitri: Drăghici, Drăguț |
| 17 ianuarie 2021 26 aprilie 2021 tv.frh.ro13:15 | 3× 2×       | Cronica | 4× 3×              | Sala Polivalentă, Bistrița Asistență: 0 Arbitri: Drăghici, Drăguț |

| 17 ianuarie 2021 26 aprilie 2021 tv.frh.ro13:45 | CS Măgura Cisnădie | 29 – 23 | CS Dacia Mioveni 2012 | Sala LPS, Bistrița Asistență: 0 Arbitri: Ghiorghișor, State |
| 17 ianuarie 2021 26 aprilie 2021 tv.frh.ro13:45 | Blažević, Tătar 9  | (17–12) | Cîrjan 7              | Sala LPS, Bistrița Asistență: 0 Arbitri: Ghiorghișor, State |
| 17 ianuarie 2021 26 aprilie 2021 tv.frh.ro13:45 | 2× 1×              | Cronica | 3× 2×                 | Sala LPS, Bistrița Asistență: 0 Arbitri: Ghiorghișor, State |

| 17 ianuarie 2021 26 aprilie 2021 TVR 216:00 | SCM Râmnicu Vâlcea | 26 – 20 | SCM Craiova    | Sala Polivalentă, Bistrița Asistență: 0 Arbitri: Doană, Gociu |
| 17 ianuarie 2021 26 aprilie 2021 TVR 216:00 | Liščević 7         | (13–11) | Țicu, Zamfir 5 | Sala Polivalentă, Bistrița Asistență: 0 Arbitri: Doană, Gociu |
| 17 ianuarie 2021 26 aprilie 2021 TVR 216:00 | 2× 1×              | Cronica | 2× 2×          | Sala Polivalentă, Bistrița Asistență: 0 Arbitri: Doană, Gociu |

| 17 ianuarie 2021 26 aprilie 2021 tv.frh.ro16:30 | HC Dunărea Brăila      | 32 – 24 | CS Activ Ploiești | Sala LPS, Bistrița Asistență: 0 Arbitri: Ifrim, Ilisei |
| 17 ianuarie 2021 26 aprilie 2021 tv.frh.ro16:30 | Epureanu, Zamfirescu 6 | (15–13) | Vartic 7          | Sala LPS, Bistrița Asistență: 0 Arbitri: Ifrim, Ilisei |
| 17 ianuarie 2021 26 aprilie 2021 tv.frh.ro16:30 | 4× 3×                  | Cronica | 5× 3×             | Sala LPS, Bistrița Asistență: 0 Arbitri: Ifrim, Ilisei |

| 17 ianuarie 2021 26 aprilie 2021 TVR 118:30 | CSM București | 29 – 21 | SCM Gloria Buzău     | Sala Polivalentă, Bistrița Asistență: 0 Arbitri: Cazan, Suliman |
| 17 ianuarie 2021 26 aprilie 2021 TVR 118:30 | Omoregie 4    | (14–6)  | Iuganu, Janjušević 5 | Sala Polivalentă, Bistrița Asistență: 0 Arbitri: Cazan, Suliman |
| 17 ianuarie 2021 26 aprilie 2021 TVR 118:30 | 7× 1× 1×      | Cronica | 1× 3×                | Sala Polivalentă, Bistrița Asistență: 0 Arbitri: Cazan, Suliman |

CSU Cluj Napoca a stat

### Etapa a XVII-a
| 28 ianuarie 2021 27 aprilie 2021 tv.frh.ro10:30 | CS Dacia Mioveni 2012 | 29 – 26 | „U” Cluj | Sala Polivalentă, Bistrița Asistență: 0 Arbitri: Doană, Gociu |
| 28 ianuarie 2021 27 aprilie 2021 tv.frh.ro10:30 | Toma 8                | (14–14) | Necula 7 | Sala Polivalentă, Bistrița Asistență: 0 Arbitri: Doană, Gociu |
| 28 ianuarie 2021 27 aprilie 2021 tv.frh.ro10:30 | 2× 1×                 | Cronica | 3× 2×    | Sala Polivalentă, Bistrița Asistență: 0 Arbitri: Doană, Gociu |

| 28 ianuarie 2021 27 aprilie 2021 tv.frh.ro12:00 | HC Zalău   | 26 – 29 | CS Gloria 2018 Bistrița | Sala LPS, Bistrița Asistență: 0 Arbitri: Drăghici, Drăguț |
| 28 ianuarie 2021 27 aprilie 2021 tv.frh.ro12:00 | Mitrache 7 | (9–13)  | Pristăvița 7            | Sala LPS, Bistrița Asistență: 0 Arbitri: Drăghici, Drăguț |
| 28 ianuarie 2021 27 aprilie 2021 tv.frh.ro12:00 | 3× 2×      | Cronica | 8× 3×                   | Sala LPS, Bistrița Asistență: 0 Arbitri: Drăghici, Drăguț |

| 28 ianuarie 2021 27 aprilie 2021 tv.frh.ro13:15 | CSM Galați | 16 – 23 | HC Dunărea Brăila | Sala Polivalentă, Bistrița Asistență: 0 Arbitri: Ghiorghișor, State |
| 28 ianuarie 2021 27 aprilie 2021 tv.frh.ro13:15 | Cioaric 7  | (9–10)  | Dmitrović 6       | Sala Polivalentă, Bistrița Asistență: 0 Arbitri: Ghiorghișor, State |
| 28 ianuarie 2021 27 aprilie 2021 tv.frh.ro13:15 | 2×         | Cronica | 3×                | Sala Polivalentă, Bistrița Asistență: 0 Arbitri: Ghiorghișor, State |

| 28 ianuarie 2021 27 aprilie 2021 tv.frh.ro14:45 | CSM Slatina      | 25 – 35 | SCM Râmnicu Vâlcea | Sala LPS, Bistrița Asistență: 0 Arbitri: Ciulei, Stoia |
| 28 ianuarie 2021 27 aprilie 2021 tv.frh.ro14:45 | Popescu, Tămaș 5 | (13–18) | Aardahl 8          | Sala LPS, Bistrița Asistență: 0 Arbitri: Ciulei, Stoia |
| 28 ianuarie 2021 27 aprilie 2021 tv.frh.ro14:45 | 3× 2×            | Cronica | 3× 1×              | Sala LPS, Bistrița Asistență: 0 Arbitri: Ciulei, Stoia |

| 28 ianuarie 2021 27 aprilie 2021 TVR 216:00 | SCM Gloria Buzău | 20 – 22 | CS Măgura Cisnădie | Sala Polivalentă, Bistrița Asistență: 0 Arbitri: Ifrim, Ilisei |
| 28 ianuarie 2021 27 aprilie 2021 TVR 216:00 | Rotaru 5         | (9–10)  | Blažević 10        | Sala Polivalentă, Bistrița Asistență: 0 Arbitri: Ifrim, Ilisei |
| 28 ianuarie 2021 27 aprilie 2021 TVR 216:00 | 1× 2× 1×         | Cronica | 3× 2×              | Sala Polivalentă, Bistrița Asistență: 0 Arbitri: Ifrim, Ilisei |

| 28 ianuarie 2021 27 aprilie 2021 tv.frh.ro17:30 | CS Activ Ploiești | 17 – 32 | CSM București | Sala LPS, Bistrița Asistență: 0 Arbitri: Manafu, Pavel |
| 28 ianuarie 2021 27 aprilie 2021 tv.frh.ro17:30 | Beșleagă 6        | (8–17)  | Omoregie 6    | Sala LPS, Bistrița Asistență: 0 Arbitri: Manafu, Pavel |
| 28 ianuarie 2021 27 aprilie 2021 tv.frh.ro17:30 | 6× 3×             | Cronica | 4× 2×         | Sala LPS, Bistrița Asistență: 0 Arbitri: Manafu, Pavel |

| 28 ianuarie 2021 27 aprilie 2021 TVR 118:30 | CS Rapid București | 21 – 25 | CS Minaur Baia Mare | Sala Polivalentă, Bistrița Asistență: 0 Arbitri: Cazan, Suliman |
| 28 ianuarie 2021 27 aprilie 2021 TVR 118:30 | Kassoma 7          | (10–16) | Kovačević 8         | Sala Polivalentă, Bistrița Asistență: 0 Arbitri: Cazan, Suliman |
| 28 ianuarie 2021 27 aprilie 2021 TVR 118:30 | 3× 2×              | Cronica | 3× 3×               | Sala Polivalentă, Bistrița Asistență: 0 Arbitri: Cazan, Suliman |

SCM Craiova a stat

### Etapa a XVIII-a
| 31 ianuarie 2021 29 aprilie 2021 tv.frh.ro10:30 | CS Măgura Cisnădie | 29 – 22 | CS Activ Ploiești | Sala Polivalentă, Bistrița Asistență: 0 Arbitri: Șerbu, Vasilescu |
| 31 ianuarie 2021 29 aprilie 2021 tv.frh.ro10:30 | Blažević 7         | (16–10) | I. Leuștean 8     | Sala Polivalentă, Bistrița Asistență: 0 Arbitri: Șerbu, Vasilescu |
| 31 ianuarie 2021 29 aprilie 2021 tv.frh.ro10:30 | 1× 2×              | Cronica | 3× 3×             | Sala Polivalentă, Bistrița Asistență: 0 Arbitri: Șerbu, Vasilescu |

| 31 ianuarie 2021 29 aprilie 2021 tv.frh.ro12:00 | „U” Cluj   | 24 – 32 | SCM Gloria Buzău | Sala LPS, Bistrița Asistență: 0 Arbitri: Hagiu, Gheorghiu |
| 31 ianuarie 2021 29 aprilie 2021 tv.frh.ro12:00 | D. Lazăr 7 | (12–15) | Janjušević 9     | Sala LPS, Bistrița Asistență: 0 Arbitri: Hagiu, Gheorghiu |
| 31 ianuarie 2021 29 aprilie 2021 tv.frh.ro12:00 | 5× 2×      | Cronica | 2× 3×            | Sala LPS, Bistrița Asistență: 0 Arbitri: Hagiu, Gheorghiu |

| 31 ianuarie 2021 29 aprilie 2021 tv.frh.ro13:15 | SCM Craiova    | 28 – 22 | CS Dacia Mioveni 2012 | Sala Polivalentă, Bistrița Asistență: 0 Arbitri: Iliescu, Manea |
| 31 ianuarie 2021 29 aprilie 2021 tv.frh.ro13:15 | Țicu, Zamfir 7 | (15–14) | Banciu 8              | Sala Polivalentă, Bistrița Asistență: 0 Arbitri: Iliescu, Manea |
| 31 ianuarie 2021 29 aprilie 2021 tv.frh.ro13:15 | 4× 3×          | Cronica | 3× 2×                 | Sala Polivalentă, Bistrița Asistență: 0 Arbitri: Iliescu, Manea |

| 31 ianuarie 2021 29 aprilie 2021 tv.frh.ro14:45 | CS Minaur Baia Mare | 33 – 29 | CSM Slatina | Sala LPS, Bistrița Asistență: 0 Arbitri: Năstase, Stancu |
| 31 ianuarie 2021 29 aprilie 2021 tv.frh.ro14:45 | Burlacenko 6        | (15–14) | Ostase 9    | Sala LPS, Bistrița Asistență: 0 Arbitri: Năstase, Stancu |
| 31 ianuarie 2021 29 aprilie 2021 tv.frh.ro14:45 | 4× 2×               | Cronica | 5× 1×       | Sala LPS, Bistrița Asistență: 0 Arbitri: Năstase, Stancu |

| 31 ianuarie 2021 29 aprilie 2021 TVR 216:00 | HC Dunărea Brăila    | 28 – 29 | HC Zalău            | Sala Polivalentă, Bistrița Asistență: 0 Arbitri: Stark, Ștefan |
| 31 ianuarie 2021 29 aprilie 2021 TVR 216:00 | Dmitrović, Kanaval 5 | (16–14) | Mitrache, Severin 7 | Sala Polivalentă, Bistrița Asistență: 0 Arbitri: Stark, Ștefan |
| 31 ianuarie 2021 29 aprilie 2021 TVR 216:00 | 5× 2×                | Cronica | 3× 2×               | Sala Polivalentă, Bistrița Asistență: 0 Arbitri: Stark, Ștefan |

| 31 ianuarie 2021 29 aprilie 2021 tv.frh.ro17:30 | CSM București | 31 – 18 | CSM Galați | Sala LPS, Bistrița Asistență: 0 Arbitri: Belean, Hendrea |
| 31 ianuarie 2021 29 aprilie 2021 tv.frh.ro17:30 | Pintea 7      | (20–6)  | Knežević 6 | Sala LPS, Bistrița Asistență: 0 Arbitri: Belean, Hendrea |
| 31 ianuarie 2021 29 aprilie 2021 tv.frh.ro17:30 | 4× 2×         | Cronica | 4×         | Sala LPS, Bistrița Asistență: 0 Arbitri: Belean, Hendrea |

| 31 ianuarie 2021 29 aprilie 2021 TVR 118:30 | CS Gloria 2018 Bistrița | 18 – 22 | CS Rapid București | Sala Polivalentă, Bistrița Asistență: 0 Arbitri: Badiu, Barbu |
| 31 ianuarie 2021 29 aprilie 2021 TVR 118:30 | Dincă 10                | (8–12)  | Buceschi 8         | Sala Polivalentă, Bistrița Asistență: 0 Arbitri: Badiu, Barbu |
| 31 ianuarie 2021 29 aprilie 2021 TVR 118:30 | 2× 2×                   | Cronica | 3× 2×              | Sala Polivalentă, Bistrița Asistență: 0 Arbitri: Badiu, Barbu |

SCM Râmnicu Vâlcea a stat

### Etapa a XIX-a
| 7 februarie 2021 1 mai 2021 tv.frh.ro10:00 | CSM Galați | 20 – 29 | CS Măgura Cisnădie | Sala LPS, Bistrița Asistență: 0 Arbitri: Iliescu, Manea |
| 7 februarie 2021 1 mai 2021 tv.frh.ro10:00 | Knežević 6 | (11–16) | Blažević 8         | Sala LPS, Bistrița Asistență: 0 Arbitri: Iliescu, Manea |
| 7 februarie 2021 1 mai 2021 tv.frh.ro10:00 | 4× 2×      | Cronica | 2×                 | Sala LPS, Bistrița Asistență: 0 Arbitri: Iliescu, Manea |

| 7 februarie 2021 1 mai 2021 TVR 211:00 | HC Zalău   | 27 – 29 | CSM București | Sala Polivalentă, Bistrița Asistență: 0 Arbitri: Badiu, Barbu |
| 7 februarie 2021 1 mai 2021 TVR 211:00 | Mitrache 9 | (15–12) | Neagu 11      | Sala Polivalentă, Bistrița Asistență: 0 Arbitri: Badiu, Barbu |
| 7 februarie 2021 1 mai 2021 TVR 211:00 | 3× 2×      | Cronica | 6× 2×         | Sala Polivalentă, Bistrița Asistență: 0 Arbitri: Badiu, Barbu |

| 7 februarie 2021 1 mai 2021 tv.frh.ro12:35 | CS Rapid București | 29 – 24 | HC Dunărea Brăila | Sala LPS, Bistrița Asistență: 0 Arbitri: Belean, Hendrea |
| 7 februarie 2021 1 mai 2021 tv.frh.ro12:35 | Kassoma 8          | (16–11) | Udriștioiu 7      | Sala LPS, Bistrița Asistență: 0 Arbitri: Belean, Hendrea |
| 7 februarie 2021 1 mai 2021 tv.frh.ro12:35 | 2× 2×              | Cronica | 5× 3×             | Sala LPS, Bistrița Asistență: 0 Arbitri: Belean, Hendrea |

| 7 februarie 2021 1 mai 2021 tv.frh.ro13:30 | CSM Slatina | 23 – 24 | CS Gloria 2018 Bistrița | Sala Polivalentă, Bistrița Asistență: 0 Arbitri: Hagiu, Gheorghiu |
| 7 februarie 2021 1 mai 2021 tv.frh.ro13:30 | Popescu 7   | (13–11) | Vasilevskaia 7          | Sala Polivalentă, Bistrița Asistență: 0 Arbitri: Hagiu, Gheorghiu |
| 7 februarie 2021 1 mai 2021 tv.frh.ro13:30 | 5× 2×       | Cronica | 2× 2×                   | Sala Polivalentă, Bistrița Asistență: 0 Arbitri: Hagiu, Gheorghiu |

| 7 februarie 2021 1 mai 2021 tv.frh.ro15:10 | SCM Gloria Buzău | 23 – 19 | SCM Craiova    | Sala LPS, Bistrița Asistență: 0 Arbitri: Șerbu, Vasilescu |
| 7 februarie 2021 1 mai 2021 tv.frh.ro15:10 | A. Ilie 5        | (9–6)   | Nica, Zamfir 5 | Sala LPS, Bistrița Asistență: 0 Arbitri: Șerbu, Vasilescu |
| 7 februarie 2021 1 mai 2021 tv.frh.ro15:10 | 4× 1×            | Cronica | 2× 3×          | Sala LPS, Bistrița Asistență: 0 Arbitri: Șerbu, Vasilescu |

| 7 februarie 2021 1 mai 2021 TVR 116:00 | CS Minaur Baia Mare | 31 – 30 | SCM Râmnicu Vâlcea | Sala Polivalentă, Bistrița Asistență: 0 Arbitri: Stark, Ștefan |
| 7 februarie 2021 1 mai 2021 TVR 116:00 | Kovačević 8         | (12–14) | López 8            | Sala Polivalentă, Bistrița Asistență: 0 Arbitri: Stark, Ștefan |
| 7 februarie 2021 1 mai 2021 TVR 116:00 | 2× 1×               | Cronica | 3× 3×              | Sala Polivalentă, Bistrița Asistență: 0 Arbitri: Stark, Ștefan |

| 7 februarie 2021 1 mai 2021 tv.frh.ro18:35 | CS Activ Ploiești | 23 – 32 | „U” Cluj | Sala Polivalentă, Bistrița Asistență: 0 Arbitri: Năstase, Stancu |
| 7 februarie 2021 1 mai 2021 tv.frh.ro18:35 | Florea, Șerban 6  | (12–16) | Necula 6 | Sala Polivalentă, Bistrița Asistență: 0 Arbitri: Năstase, Stancu |
| 7 februarie 2021 1 mai 2021 tv.frh.ro18:35 | 5× 1× 1×          | Cronica | 7× 2×    | Sala Polivalentă, Bistrița Asistență: 0 Arbitri: Năstase, Stancu |

CS Dacia Mioveni 2012 a stat

### Etapa a XX-a
| 14 februarie 2021 5 mai 2021 tv.frh.ro16:30 | CS Gloria 2018 Bistrița | 26 – 31 | CS Minaur Baia Mare | Sala de sport „Gheorghe Barițiu”, Turda Asistență: 0 Arbitri: Mârza, Nedelea |
| 14 februarie 2021 5 mai 2021 tv.frh.ro16:30 | Ilina, Vasilevskaia 6   | (16–18) | Kovačević 12        | Sala de sport „Gheorghe Barițiu”, Turda Asistență: 0 Arbitri: Mârza, Nedelea |
| 14 februarie 2021 5 mai 2021 tv.frh.ro16:30 | 3× 3×                   | Cronica | 1×                  | Sala de sport „Gheorghe Barițiu”, Turda Asistență: 0 Arbitri: Mârza, Nedelea |

| 14 februarie 2021 6 mai 2021 tv.frh.ro10:30 | „U” Cluj | 25 – 31 | CSM Galați | Sala Sporturilor „Horia Demian”, Cluj Asistență: 0 Arbitri: Pîrvu, Potârniche |
| 14 februarie 2021 6 mai 2021 tv.frh.ro10:30 | Necula 6 | (13–19) | Vizitiu 10 | Sala Sporturilor „Horia Demian”, Cluj Asistență: 0 Arbitri: Pîrvu, Potârniche |
| 14 februarie 2021 6 mai 2021 tv.frh.ro10:30 | 4× 1×    | Cronica | 5× 2×      | Sala Sporturilor „Horia Demian”, Cluj Asistență: 0 Arbitri: Pîrvu, Potârniche |

| 14 februarie 2021 6 mai 2021 tv.frh.ro12:00 | SCM Râmnicu Vâlcea | 32 – 20 | CS Dacia Mioveni 2012 | Sala de sport „Gheorghe Barițiu”, Turda Asistență: 0 Arbitri: Agliceriu, Turdean |
| 14 februarie 2021 6 mai 2021 tv.frh.ro12:00 | Liščević 7         | (18–14) | Banciu 5              | Sala de sport „Gheorghe Barițiu”, Turda Asistență: 0 Arbitri: Agliceriu, Turdean |
| 14 februarie 2021 6 mai 2021 tv.frh.ro12:00 | × 3×               | Cronica | 5×                    | Sala de sport „Gheorghe Barițiu”, Turda Asistență: 0 Arbitri: Agliceriu, Turdean |

| 14 februarie 2021 6 mai 2021 tv.frh.ro13:15 | HC Dunărea Brăila | 30 – 27 | CSM Slatina                   | Sala Sporturilor „Horia Demian”, Cluj Asistență: 0 Arbitri: Georgescu, Moldoveanu |
| 14 februarie 2021 6 mai 2021 tv.frh.ro13:15 | Dmitrović 12      | (15–11) | Popescu, Ostase, Cârligeanu 5 | Sala Sporturilor „Horia Demian”, Cluj Asistență: 0 Arbitri: Georgescu, Moldoveanu |
| 14 februarie 2021 6 mai 2021 tv.frh.ro13:15 | 5× 3×             | Cronica | 3× 3×                         | Sala Sporturilor „Horia Demian”, Cluj Asistență: 0 Arbitri: Georgescu, Moldoveanu |

| 14 februarie 2021 6 mai 2021 tv.frh.ro14:45 | SCM Craiova | 31 – 22 | CS Activ Ploiești | Sala de sport „Gheorghe Barițiu”, Turda Asistență: 0 Arbitri: Gherman, Moldovan |
| 14 februarie 2021 6 mai 2021 tv.frh.ro14:45 | Țicu 8      | (17–12) | Șerban 9          | Sala de sport „Gheorghe Barițiu”, Turda Asistență: 0 Arbitri: Gherman, Moldovan |
| 14 februarie 2021 6 mai 2021 tv.frh.ro14:45 | 8× 1×       | Cronica | 4× 2×             | Sala de sport „Gheorghe Barițiu”, Turda Asistență: 0 Arbitri: Gherman, Moldovan |

| 14 februarie 2021 6 mai 2021 TVR 216:00 | CS Măgura Cisnădie | 24 – 26 | HC Zalău     | Sala Sporturilor „Horia Demian”, Cluj Asistență: 0 Arbitri: Harabagiu, Stănescu |
| 14 februarie 2021 6 mai 2021 TVR 216:00 | Blažević 13        | (10–13) | Dindiligan 9 | Sala Sporturilor „Horia Demian”, Cluj Asistență: 0 Arbitri: Harabagiu, Stănescu |
| 14 februarie 2021 6 mai 2021 TVR 216:00 | 4× 1×              | Cronica | 2× 2×        | Sala Sporturilor „Horia Demian”, Cluj Asistență: 0 Arbitri: Harabagiu, Stănescu |

| 14 februarie 2021 6 mai 2021 TVR 118:30 | CSM București | 27 – 22 | CS Rapid București | Sala Sporturilor „Horia Demian”, Cluj Asistență: 0 Arbitri: Gorina, Melencu |
| 14 februarie 2021 6 mai 2021 TVR 118:30 | Neagu 11      | (14–12) | Boljević 5         | Sala Sporturilor „Horia Demian”, Cluj Asistență: 0 Arbitri: Gorina, Melencu |
| 14 februarie 2021 6 mai 2021 TVR 118:30 | 4× 3×         | Cronica | 3× 3×              | Sala Sporturilor „Horia Demian”, Cluj Asistență: 0 Arbitri: Gorina, Melencu |

SCM Gloria Buzău a stat

### Etapa a XXI-a
| 28 februarie 2021 7 mai 2021 tv.frh.ro10:30 | SCM Gloria Buzău | 19 – 21 | CS Dacia Mioveni 2012 | Sala Sporturilor „Horia Demian”, Cluj Asistență: 0 Arbitri: Georgescu, Moldoveanu |
| 28 februarie 2021 7 mai 2021 tv.frh.ro10:30 | Petrović 4       | (10–11) | Pîrvulescu, Toma 5    | Sala Sporturilor „Horia Demian”, Cluj Asistență: 0 Arbitri: Georgescu, Moldoveanu |
| 28 februarie 2021 7 mai 2021 tv.frh.ro10:30 | 5× 2× 1×         | Cronica | 2× 3×                 | Sala Sporturilor „Horia Demian”, Cluj Asistență: 0 Arbitri: Georgescu, Moldoveanu |

| 28 februarie 2021 7 mai 2021 tv.frh.ro13:15 | CSM Galați | 22 – 28 | SCM Craiova | Sala Sporturilor „Horia Demian”, Cluj Asistență: 0 Arbitri: Harabagiu, Stănescu |
| 28 februarie 2021 7 mai 2021 tv.frh.ro13:15 | Andrița 6  | (12–15) | Țicu 8      | Sala Sporturilor „Horia Demian”, Cluj Asistență: 0 Arbitri: Harabagiu, Stănescu |
| 28 februarie 2021 7 mai 2021 tv.frh.ro13:15 | 3× 1×      | Cronica | 2×          | Sala Sporturilor „Horia Demian”, Cluj Asistență: 0 Arbitri: Harabagiu, Stănescu |

| 28 februarie 2021 7 mai 2021 tv.frh.ro15:00 | CSM Slatina | 22 – 29 | CSM București | Sala de sport „Gheorghe Barițiu”, Turda Asistență: 0 Arbitri: Agliceriu, Turdean |
| 28 februarie 2021 7 mai 2021 tv.frh.ro15:00 | Popescu 9   | (10–14) | Pintea 8      | Sala de sport „Gheorghe Barițiu”, Turda Asistență: 0 Arbitri: Agliceriu, Turdean |
| 28 februarie 2021 7 mai 2021 tv.frh.ro15:00 | 6× 1×       | Cronica | 3× 3×         | Sala de sport „Gheorghe Barițiu”, Turda Asistență: 0 Arbitri: Agliceriu, Turdean |

| 28 februarie 2021 7 mai 2021 TVR 216:00 | CS Rapid București | 22 – 28 | CS Măgura Cisnădie | Sala Sporturilor „Horia Demian”, Cluj Asistență: 0 Arbitri: Pîrvu, Potîrniche |
| 28 februarie 2021 7 mai 2021 TVR 216:00 | Boljević 6         | (11–13) | Blažević 8         | Sala Sporturilor „Horia Demian”, Cluj Asistență: 0 Arbitri: Pîrvu, Potîrniche |
| 28 februarie 2021 7 mai 2021 TVR 216:00 | 4× 3×              | Cronica | 7× 2× 2× 1×        | Sala Sporturilor „Horia Demian”, Cluj Asistență: 0 Arbitri: Pîrvu, Potîrniche |

| 28 februarie 2021 7 mai 2021 tv.frh.ro17:45 | HC Zalău      | 30 – 22 | CSU Cluj Napoca | Sala de sport „Gheorghe Barițiu”, Turda Asistență: 0 Arbitri: Gherman, Moldovan |
| 28 februarie 2021 7 mai 2021 tv.frh.ro17:45 | Dindiligan 10 | (16–9)  | Necula 7        | Sala de sport „Gheorghe Barițiu”, Turda Asistență: 0 Arbitri: Gherman, Moldovan |
| 28 februarie 2021 7 mai 2021 tv.frh.ro17:45 | 3×            | Cronica | 2×              | Sala de sport „Gheorghe Barițiu”, Turda Asistență: 0 Arbitri: Gherman, Moldovan |

| 28 februarie 2021 7 mai 2021 TVR 118:30 | CS Gloria 2018 Bistrița | 20 – 27 | SCM Râmnicu Vâlcea | Sala Sporturilor „Horia Demian”, Cluj Asistență: 0 Arbitri: Gorina, Melencu |
| 28 februarie 2021 7 mai 2021 TVR 118:30 | Ilina 6                 | (10–12) | López 5            | Sala Sporturilor „Horia Demian”, Cluj Asistență: 0 Arbitri: Gorina, Melencu |
| 28 februarie 2021 7 mai 2021 TVR 118:30 | 3× 2×                   | Cronica | 4× 1×              | Sala Sporturilor „Horia Demian”, Cluj Asistență: 0 Arbitri: Gorina, Melencu |

| 28 februarie 2021 24 mai 2021 tv.frh.ro13:00 | CS Minaur Baia Mare | 35 – 26 | HC Dunărea Brăila | Arena Sepsi, Sfântu Gheorghe Asistență: 0 Arbitri: Drăghici, Drăguț |
| 28 februarie 2021 24 mai 2021 tv.frh.ro13:00 | Kovačević 6         | (19–10) | Dmitrović 6       | Arena Sepsi, Sfântu Gheorghe Asistență: 0 Arbitri: Drăghici, Drăguț |
| 28 februarie 2021 24 mai 2021 tv.frh.ro13:00 | 3× 3×               | Cronica | 1× 3×             | Arena Sepsi, Sfântu Gheorghe Asistență: 0 Arbitri: Drăghici, Drăguț |

CS Activ Prahova Ploiești a stat

### Etapa a XXII-a
| 7 martie 2021 13 mai 2021 tv.frh.ro10:30 | CS Dacia Mioveni 2012 | 26 – 22 | CS Activ Ploiești | Sala Sporturilor „Traian”, Râmnicu Vâlcea Asistență: 0 Arbitri: Gurbina, Stanciu |
| 7 martie 2021 13 mai 2021 tv.frh.ro10:30 | Banciu 6              | (15–11) | Șerban 7          | Sala Sporturilor „Traian”, Râmnicu Vâlcea Asistență: 0 Arbitri: Gurbina, Stanciu |
| 7 martie 2021 13 mai 2021 tv.frh.ro10:30 | 5× 2×                 | Cronica | 2× 3×             | Sala Sporturilor „Traian”, Râmnicu Vâlcea Asistență: 0 Arbitri: Gurbina, Stanciu |

| 7 martie 2021 13 mai 2021 tv.frh.ro12:00 | CSU Cluj Napoca    | 24 – 35 | CS Rapid București   | Sala Colegiului Energetic, Râmnicu Vâlcea Asistență: 0 Arbitri: Ciutacu, Stamatoiu |
| 7 martie 2021 13 mai 2021 tv.frh.ro12:00 | F. Ilie, Vizuete 5 | (10–19) | Boljević, Buceschi 7 | Sala Colegiului Energetic, Râmnicu Vâlcea Asistență: 0 Arbitri: Ciutacu, Stamatoiu |
| 7 martie 2021 13 mai 2021 tv.frh.ro12:00 | 3× 3×              | Cronica | 5× 2×                | Sala Colegiului Energetic, Râmnicu Vâlcea Asistență: 0 Arbitri: Ciutacu, Stamatoiu |

| 7 martie 2021 13 mai 2021 tv.frh.ro13:15 | SCM Craiova | 25 – 24 | HC Zalău   | Sala Sporturilor „Traian”, Râmnicu Vâlcea Asistență: 0 Arbitri: Badiu, Barbu |
| 7 martie 2021 13 mai 2021 tv.frh.ro13:15 | Țicu 10     | (12–12) | Severin 12 | Sala Sporturilor „Traian”, Râmnicu Vâlcea Asistență: 0 Arbitri: Badiu, Barbu |
| 7 martie 2021 13 mai 2021 tv.frh.ro13:15 | 10× 1×      | Cronica | 5× 1× 1×   | Sala Sporturilor „Traian”, Râmnicu Vâlcea Asistență: 0 Arbitri: Badiu, Barbu |

| 7 martie 2021 13 mai 2021 tv.frh.ro14:45 | CS Măgura Cisnădie | 27 – 28 | CSM Slatina | Sala Colegiului Energetic, Râmnicu Vâlcea Asistență: 0 Arbitri: Ghiorghișor, State |
| 7 martie 2021 13 mai 2021 tv.frh.ro14:45 | Blažević 9         | (14–15) | Popescu 6   | Sala Colegiului Energetic, Râmnicu Vâlcea Asistență: 0 Arbitri: Ghiorghișor, State |
| 7 martie 2021 13 mai 2021 tv.frh.ro14:45 | 1× 2×              | Cronica | 3× 2×       | Sala Colegiului Energetic, Râmnicu Vâlcea Asistență: 0 Arbitri: Ghiorghișor, State |

| 7 martie 2021 13 mai 2021 TVR 216:00 | SCM Râmnicu Vâlcea  | 34 – 23 | SCM Gloria Buzău | Sala Sporturilor „Traian”, Râmnicu Vâlcea Asistență: 0 Arbitri: Belean, Hendrea |
| 7 martie 2021 13 mai 2021 TVR 216:00 | González, Nikolić 6 | (15–11) | Iuganu 7         | Sala Sporturilor „Traian”, Râmnicu Vâlcea Asistență: 0 Arbitri: Belean, Hendrea |
| 7 martie 2021 13 mai 2021 TVR 216:00 | 3× 3×               | Cronica | 2× 3×            | Sala Sporturilor „Traian”, Râmnicu Vâlcea Asistență: 0 Arbitri: Belean, Hendrea |

| 7 martie 2021 13 mai 2021 tv.frh.ro17:30 | HC Dunărea Brăila | 28 – 23 | CS Gloria 2018 Bistrița | Sala Colegiului Energetic, Râmnicu Vâlcea Asistență: 0 Arbitri: Drăghici, Drăguț |
| 7 martie 2021 13 mai 2021 tv.frh.ro17:30 | Czeczi 7          | (14–12) | Dincă, Rodríguez 4      | Sala Colegiului Energetic, Râmnicu Vâlcea Asistență: 0 Arbitri: Drăghici, Drăguț |
| 7 martie 2021 13 mai 2021 tv.frh.ro17:30 | 3× 2×             | Cronica | 2× 2×                   | Sala Colegiului Energetic, Râmnicu Vâlcea Asistență: 0 Arbitri: Drăghici, Drăguț |

| 7 martie 2021 13 mai 2021 TVR 118:30 | CSM București | 37 – 26 | CS Minaur Baia Mare | Sala Sporturilor „Traian”, Râmnicu Vâlcea Asistență: 0 Arbitri: Ifrim, Ilisei |
| 7 martie 2021 13 mai 2021 TVR 118:30 | Pintea 11     | (18–11) | Laslo 7             | Sala Sporturilor „Traian”, Râmnicu Vâlcea Asistență: 0 Arbitri: Ifrim, Ilisei |
| 7 martie 2021 13 mai 2021 TVR 118:30 | 5× 2×         | Cronica | 5× 1×               | Sala Sporturilor „Traian”, Râmnicu Vâlcea Asistență: 0 Arbitri: Ifrim, Ilisei |

CSM Galați a stat

### Etapa a XXIII-a
| 14 martie 2021 15 mai 2021 TVR 211:00 | HC Dunărea Brăila | 23 – 29 | SCM Râmnicu Vâlcea | Sala Sporturilor „Traian”, Râmnicu Vâlcea Asistență: 0 Arbitri: Năstase, Stancu |
| 14 martie 2021 15 mai 2021 TVR 211:00 | Dmitrović 5       | (8–15)  | Liščević 7         | Sala Sporturilor „Traian”, Râmnicu Vâlcea Asistență: 0 Arbitri: Năstase, Stancu |
| 14 martie 2021 15 mai 2021 TVR 211:00 | 2× 2×             | Cronica | 3× 2×              | Sala Sporturilor „Traian”, Râmnicu Vâlcea Asistență: 0 Arbitri: Năstase, Stancu |

| 14 martie 2021 15 mai 2021 tv.frh.ro12:00 | CS Minaur Baia Mare | 27 – 23 | CS Măgura Cisnădie | Sala Colegiului Energetic, Râmnicu Vâlcea Asistență: 0 Arbitri: Cazan, Suliman |
| 14 martie 2021 15 mai 2021 tv.frh.ro12:00 | Kovačević 9         | (17–11) | Bardac 5           | Sala Colegiului Energetic, Râmnicu Vâlcea Asistență: 0 Arbitri: Cazan, Suliman |
| 14 martie 2021 15 mai 2021 tv.frh.ro12:00 | 3× 2×               | Cronica | 4× 3×              | Sala Colegiului Energetic, Râmnicu Vâlcea Asistență: 0 Arbitri: Cazan, Suliman |

| 14 martie 2021 15 mai 2021 TVR 114:30 | CS Gloria 2018 Bistrița | 25 – 29 | CSM București | Sala Sporturilor „Traian”, Râmnicu Vâlcea Asistență: 0 Arbitri: Georgescu, Moldoveanu |
| 14 martie 2021 15 mai 2021 TVR 114:30 | Dincă, Vasilevskaia 6   | (14–16) | Neagu 9       | Sala Sporturilor „Traian”, Râmnicu Vâlcea Asistență: 0 Arbitri: Georgescu, Moldoveanu |
| 14 martie 2021 15 mai 2021 TVR 114:30 | 2× 3×                   | Cronica | 4× 3×         | Sala Sporturilor „Traian”, Râmnicu Vâlcea Asistență: 0 Arbitri: Georgescu, Moldoveanu |

| 14 martie 2021 15 mai 2021 tv.frh.ro14:45 | CSM Galați | 24 – 25 | CS Dacia Mioveni 2012 | Sala Colegiului Energetic, Râmnicu Vâlcea Asistență: 0 Arbitri: Iliescu, Manea |
| 14 martie 2021 15 mai 2021 tv.frh.ro14:45 | Andrița 9  | (8–13)  | Andrei, Cîrjan 5      | Sala Colegiului Energetic, Râmnicu Vâlcea Asistență: 0 Arbitri: Iliescu, Manea |
| 14 martie 2021 15 mai 2021 tv.frh.ro14:45 | 4× 2×      | Cronica | 5× 1×                 | Sala Colegiului Energetic, Râmnicu Vâlcea Asistență: 0 Arbitri: Iliescu, Manea |

| 14 martie 2021 15 mai 2021 tv.frh.ro17:10 | CSM Slatina   | 31 – 21 | CSU Cluj Napoca | Sala Sporturilor „Traian”, Râmnicu Vâlcea Asistență: 0 Arbitri: Pîrvu, Potîrniche |
| 14 martie 2021 15 mai 2021 tv.frh.ro17:10 | Cârligeanu 10 | (16–13) | Chintoan 8      | Sala Sporturilor „Traian”, Râmnicu Vâlcea Asistență: 0 Arbitri: Pîrvu, Potîrniche |
| 14 martie 2021 15 mai 2021 tv.frh.ro17:10 | 4× 2×         | Cronica | 2× 1×           | Sala Sporturilor „Traian”, Râmnicu Vâlcea Asistență: 0 Arbitri: Pîrvu, Potîrniche |

| 14 martie 2021 15 mai 2021 tv.frh.ro17:30 | CS Activ Ploiești | 17 – 271) | SCM Gloria Buzău | Sala Colegiului Energetic, Râmnicu Vâlcea Asistență: 0 Arbitri: Constantin, Gál |
| 14 martie 2021 15 mai 2021 tv.frh.ro17:30 | Beșleagă 5        | (8–12)    | Subțirică 6      | Sala Colegiului Energetic, Râmnicu Vâlcea Asistență: 0 Arbitri: Constantin, Gál |
| 14 martie 2021 15 mai 2021 tv.frh.ro17:30 | 3× 2× 1×          | Cronica   | 6× 3×            | Sala Colegiului Energetic, Râmnicu Vâlcea Asistență: 0 Arbitri: Constantin, Gál |

| 14 martie 2021 15 mai 2021 tv.frh.ro19:45 | CS Rapid București | 20 – 20 | SCM Craiova | Sala Sporturilor „Traian”, Râmnicu Vâlcea Asistență: 0 Arbitri: Harabagiu, Stănescu |
| 14 martie 2021 15 mai 2021 tv.frh.ro19:45 | Buceschi 5         | (11–10) | Nica 5      | Sala Sporturilor „Traian”, Râmnicu Vâlcea Asistență: 0 Arbitri: Harabagiu, Stănescu |
| 14 martie 2021 15 mai 2021 tv.frh.ro19:45 | 2×                 | Cronica | 6× 3×       | Sala Sporturilor „Traian”, Râmnicu Vâlcea Asistență: 0 Arbitri: Harabagiu, Stănescu |

1) În urma înfrângerii suferite în această etapă, CS Activ Prahova Ploiești a retrogradat matematic în Divizia A, nemaiputând ajunge la puncte echipa clasată pe locul al 12-lea.
HC Zalău a stat

### Etapa a XXIV-a
| 4 aprilie 2021 16 mai 2021 TVR 211:00 | CS Măgura Cisnădie | 21 – 19 | CS Gloria 2018 Bistrița | Sala Sporturilor „Traian”, Râmnicu Vâlcea Asistență: 0 Arbitri: Iliescu, Manea |
| 4 aprilie 2021 16 mai 2021 TVR 211:00 | Blažević 8         | (12–13) | Dincă, Rodríguez 5      | Sala Sporturilor „Traian”, Râmnicu Vâlcea Asistență: 0 Arbitri: Iliescu, Manea |
| 4 aprilie 2021 16 mai 2021 TVR 211:00 | 4× 1×              | Cronica | 4×                      | Sala Sporturilor „Traian”, Râmnicu Vâlcea Asistență: 0 Arbitri: Iliescu, Manea |

| 4 aprilie 2021 16 mai 2021 tv.frh.ro12:00 | CS Dacia Mioveni 2012 | 20 – 25 | HC Zalău  | Sala Colegiului Energetic, Râmnicu Vâlcea Asistență: 0 Arbitri: Georgescu, Moldoveanu |
| 4 aprilie 2021 16 mai 2021 tv.frh.ro12:00 | Andrei, Lipară 4      | (8–17)  | Severin 8 | Sala Colegiului Energetic, Râmnicu Vâlcea Asistență: 0 Arbitri: Georgescu, Moldoveanu |
| 4 aprilie 2021 16 mai 2021 tv.frh.ro12:00 | 2× 3×                 | Cronica | 6× 3×     | Sala Colegiului Energetic, Râmnicu Vâlcea Asistență: 0 Arbitri: Georgescu, Moldoveanu |

| 4 aprilie 2021 16 mai 2021 TVR 114:30 | CSM București | 34 – 26 | HC Dunărea Brăila | Sala Sporturilor „Traian”, Râmnicu Vâlcea Asistență: 0 Arbitri: Pârvu, Potîrniche |
| 4 aprilie 2021 16 mai 2021 TVR 114:30 | Neagu 8       | (18–12) | Udriștioiu 6      | Sala Sporturilor „Traian”, Râmnicu Vâlcea Asistență: 0 Arbitri: Pârvu, Potîrniche |
| 4 aprilie 2021 16 mai 2021 TVR 114:30 | 3× 2×         | Cronica | 3× 1×             | Sala Sporturilor „Traian”, Râmnicu Vâlcea Asistență: 0 Arbitri: Pârvu, Potîrniche |

| 4 aprilie 2021 16 mai 2021 tv.frh.ro14:45 | CSU Cluj Napoca | 24 – 31 | CS Minaur Baia Mare | Sala Colegiului Energetic, Râmnicu Vâlcea Asistență: 0 Arbitri: Constantin, Gál |
| 4 aprilie 2021 16 mai 2021 tv.frh.ro14:45 | Vizuete 6       | (13–16) | Kovačević 8         | Sala Colegiului Energetic, Râmnicu Vâlcea Asistență: 0 Arbitri: Constantin, Gál |
| 4 aprilie 2021 16 mai 2021 tv.frh.ro14:45 | 2× 3×           | Cronica | 1× 1×               | Sala Colegiului Energetic, Râmnicu Vâlcea Asistență: 0 Arbitri: Constantin, Gál |

| 4 aprilie 2021 16 mai 2021 tv.frh.ro17:10 | SCM Gloria Buzău | 30 – 27 | CSM Galați | Sala Sporturilor „Traian”, Râmnicu Vâlcea Asistență: 0 Arbitri: Harabagiu, Stănescu |
| 4 aprilie 2021 16 mai 2021 tv.frh.ro17:10 | Simion 7         | (18–15) | Andrița 7  | Sala Sporturilor „Traian”, Râmnicu Vâlcea Asistență: 0 Arbitri: Harabagiu, Stănescu |
| 4 aprilie 2021 16 mai 2021 tv.frh.ro17:10 | 3× 2×            | Cronica | 4× 2×      | Sala Sporturilor „Traian”, Râmnicu Vâlcea Asistență: 0 Arbitri: Harabagiu, Stănescu |

| 4 aprilie 2021 16 mai 2021 tv.frh.ro17:30 | SCM Râmnicu Vâlcea | 37 – 24 | CS Activ Ploiești | Sala Sporturilor „Traian”, Râmnicu Vâlcea Asistență: 0 Arbitri: Cazan, Suliman |
| 4 aprilie 2021 16 mai 2021 tv.frh.ro17:30 | Lupei 7            | (22–12) | Beșleagă 7        | Sala Sporturilor „Traian”, Râmnicu Vâlcea Asistență: 0 Arbitri: Cazan, Suliman |
| 4 aprilie 2021 16 mai 2021 tv.frh.ro17:30 | 6× 2× 1×           | Cronica | 3× 2×             | Sala Sporturilor „Traian”, Râmnicu Vâlcea Asistență: 0 Arbitri: Cazan, Suliman |

| 4 aprilie 2021 16 mai 2021 tv.frh.ro19:45 | SCM Craiova    | 22 – 27 | CSM Slatina | Sala Colegiului Energetic, Râmnicu Vâlcea Asistență: 0 Arbitri: Năstase, Stancu |
| 4 aprilie 2021 16 mai 2021 tv.frh.ro19:45 | Țicu, Zamfir 6 | (15–14) | Popescu 8   | Sala Colegiului Energetic, Râmnicu Vâlcea Asistență: 0 Arbitri: Năstase, Stancu |
| 4 aprilie 2021 16 mai 2021 tv.frh.ro19:45 | 7× 1× 1×       | Cronica | 6× 2×       | Sala Colegiului Energetic, Râmnicu Vâlcea Asistență: 0 Arbitri: Năstase, Stancu |

CS Rapid București a stat

### Etapa a XXV-a
| 11 aprilie 2021 20 mai 2021 tv.frh.ro10:30 | CS Gloria 2018 Bistrița | 28 – 221) | CSU Cluj Napoca | Arena Sepsi, Sfântu Gheorghe Asistență: 0 Arbitri: Gorina, Melencu |
| 11 aprilie 2021 20 mai 2021 tv.frh.ro10:30 | Ilina 8                 | (14–17)   | Necula 7        | Arena Sepsi, Sfântu Gheorghe Asistență: 0 Arbitri: Gorina, Melencu |
| 11 aprilie 2021 20 mai 2021 tv.frh.ro10:30 | 3× 1×                   | Cronica   | 1× 2×           | Arena Sepsi, Sfântu Gheorghe Asistență: 0 Arbitri: Gorina, Melencu |

| 11 aprilie 2021 20 mai 2021 tv.frh.ro12:00 | CSM Galați | 29 – 27 | CS Activ Ploiești | Sala Sporturilor „Kati Szabó”, Sfântu Gheorghe Asistență: 0 Arbitri: Lungu, Paraschiv |
| 11 aprilie 2021 20 mai 2021 tv.frh.ro12:00 | Cioaric 8  | (14–14) | Lăscăteu 6        | Sala Sporturilor „Kati Szabó”, Sfântu Gheorghe Asistență: 0 Arbitri: Lungu, Paraschiv |
| 11 aprilie 2021 20 mai 2021 tv.frh.ro12:00 | 7× 2×      | Cronica | 8× 1× 1×          | Sala Sporturilor „Kati Szabó”, Sfântu Gheorghe Asistență: 0 Arbitri: Lungu, Paraschiv |

| 11 aprilie 2021 20 mai 2021 tv.frh.ro13:15 | CS Minaur Baia Mare | 28 – 21 | SCM Craiova | Arena Sepsi, Sfântu Gheorghe Asistență: 0 Arbitri: Basso, Tofan |
| 11 aprilie 2021 20 mai 2021 tv.frh.ro13:15 | Kovačević 9         | (17–6)  | Tudorică 6  | Arena Sepsi, Sfântu Gheorghe Asistență: 0 Arbitri: Basso, Tofan |
| 11 aprilie 2021 20 mai 2021 tv.frh.ro13:15 | 3× 2×               | Cronica | 1× 2×       | Arena Sepsi, Sfântu Gheorghe Asistență: 0 Arbitri: Basso, Tofan |

| 11 aprilie 2021 20 mai 2021 tv.frh.ro14:45 | CS Rapid București | 36 – 21 | CS Dacia Mioveni 2012       | Sala Sporturilor „Kati Szabó”, Sfântu Gheorghe Asistență: 0 Arbitri: Iliescu, Manea |
| 11 aprilie 2021 20 mai 2021 tv.frh.ro14:45 | Boljević 7         | (21–12) | Andrei, D. Constantinescu 5 | Sala Sporturilor „Kati Szabó”, Sfântu Gheorghe Asistență: 0 Arbitri: Iliescu, Manea |
| 11 aprilie 2021 20 mai 2021 tv.frh.ro14:45 | 3× 2×              | Cronica | 4× 2×                       | Sala Sporturilor „Kati Szabó”, Sfântu Gheorghe Asistență: 0 Arbitri: Iliescu, Manea |

| 11 aprilie 2021 20 mai 2021 TVR 216:00 | HC Dunărea Brăila | 27 – 30 | CS Măgura Cisnădie        | Arena Sepsi, Sfântu Gheorghe Asistență: 0 Arbitri: Badiu, Barbu |
| 11 aprilie 2021 20 mai 2021 TVR 216:00 | Czeczi 11         | (12–17) | Blažević, Gjeorgjievska 8 | Arena Sepsi, Sfântu Gheorghe Asistență: 0 Arbitri: Badiu, Barbu |
| 11 aprilie 2021 20 mai 2021 TVR 216:00 | 4× 2×             | Cronica | 4× 3×                     | Arena Sepsi, Sfântu Gheorghe Asistență: 0 Arbitri: Badiu, Barbu |

| 11 aprilie 2021 20 mai 2021 tv.frh.ro17:30 | HC Zalău  | 23 – 25 | SCM Gloria Buzău | Sala Sporturilor „Kati Szabó”, Sfântu Gheorghe Asistență: 0 Arbitri: Șerbu, Vasilescu |
| 11 aprilie 2021 20 mai 2021 tv.frh.ro17:30 | Berbece 6 | (12–10) | Janjušević 7     | Sala Sporturilor „Kati Szabó”, Sfântu Gheorghe Asistență: 0 Arbitri: Șerbu, Vasilescu |
| 11 aprilie 2021 20 mai 2021 tv.frh.ro17:30 | 4× 3× 1×  | Cronica | 2× 2×            | Sala Sporturilor „Kati Szabó”, Sfântu Gheorghe Asistență: 0 Arbitri: Șerbu, Vasilescu |

| 11 aprilie 2021 20 mai 2021 TVR 118:30 | CSM București | 32 – 26 | SCM Râmnicu Vâlcea | Arena Sepsi, Sfântu Gheorghe Asistență: 0 Arbitri: Cazan, Suliman |
| 11 aprilie 2021 20 mai 2021 TVR 118:30 | Neagu 10      | (17–13) | Liščević 8         | Arena Sepsi, Sfântu Gheorghe Asistență: 0 Arbitri: Cazan, Suliman |
| 11 aprilie 2021 20 mai 2021 TVR 118:30 | 6× 2× 1×      | Cronica | 2× 1×              | Arena Sepsi, Sfântu Gheorghe Asistență: 0 Arbitri: Cazan, Suliman |

1) În urma înfrângerii suferite în această etapă, CSU Cluj Napoca a retrogradat matematic în Divizia A, nemaiputând ajunge la puncte echipa clasată pe locul al 12-lea.
CSM Slatina a stat

### Etapa a XXVI-a
| 25 aprilie 2021 22 mai 2021 tv.frh.ro10:15 | SCM Râmnicu Vâlcea | 35 – 20 | CSM Galați | Sala Sporturilor „Kati Szabó”, Sfântu Gheorghe Asistență: 0 Arbitri: Belean, Hendrea |
| 25 aprilie 2021 22 mai 2021 tv.frh.ro10:15 | Lupei 11           | (16–9)  | Corban 8   | Sala Sporturilor „Kati Szabó”, Sfântu Gheorghe Asistență: 0 Arbitri: Belean, Hendrea |
| 25 aprilie 2021 22 mai 2021 tv.frh.ro10:15 | 2× 2×              | Cronica | 3× 3×      | Sala Sporturilor „Kati Szabó”, Sfântu Gheorghe Asistență: 0 Arbitri: Belean, Hendrea |

| 25 aprilie 2021 22 mai 2021 TVR 211:00 | SCM Gloria Buzău | 26 – 23 | CS Rapid București            | Arena Sepsi, Sfântu Gheorghe Asistență: 0 Arbitri: Drăghici, Drăguț |
| 25 aprilie 2021 22 mai 2021 TVR 211:00 | Janjušević 14    | (9–13)  | Buceschi, C. Constantinescu 7 | Arena Sepsi, Sfântu Gheorghe Asistență: 0 Arbitri: Drăghici, Drăguț |
| 25 aprilie 2021 22 mai 2021 TVR 211:00 | 5× 3×            | Cronica | 5× 3× 1×                      | Arena Sepsi, Sfântu Gheorghe Asistență: 0 Arbitri: Drăghici, Drăguț |

| 25 aprilie 2021 22 mai 2021 tv.frh.ro13:00 | CSU Cluj Napoca | 32 – 29 | HC Dunărea Brăila | Sala Sporturilor „Kati Szabó”, Sfântu Gheorghe Asistență: 0 Arbitri: Gurbina, Stanciu |
| 25 aprilie 2021 22 mai 2021 tv.frh.ro13:00 | D. Lazăr 10     | (16–16) | Tiron 8           | Sala Sporturilor „Kati Szabó”, Sfântu Gheorghe Asistență: 0 Arbitri: Gurbina, Stanciu |
| 25 aprilie 2021 22 mai 2021 tv.frh.ro13:00 | 3× 2×           | Cronica | 5× 3×             | Sala Sporturilor „Kati Szabó”, Sfântu Gheorghe Asistență: 0 Arbitri: Gurbina, Stanciu |

| 25 aprilie 2021 22 mai 2021 TVR 114:30 | CS Măgura Cisnădie | 25 – 26 | CSM București | Arena Sepsi, Sfântu Gheorghe Asistență: 0 Arbitri: Manafu, Pavel |
| 25 aprilie 2021 22 mai 2021 TVR 114:30 | Gjeorgjievska 9    | (10–11) | Omoregie 6    | Arena Sepsi, Sfântu Gheorghe Asistență: 0 Arbitri: Manafu, Pavel |
| 25 aprilie 2021 22 mai 2021 TVR 114:30 | 2× 2×              | Cronica | 4× 3×         | Arena Sepsi, Sfântu Gheorghe Asistență: 0 Arbitri: Manafu, Pavel |

| 25 aprilie 2021 22 mai 2021 tv.frh.ro15:45 | SCM Craiova | 22 – 24 | CS Gloria 2018 Bistrița | Sala Sporturilor „Kati Szabó”, Sfântu Gheorghe Asistență: 0 Arbitri: Ciulei, Stoia |
| 25 aprilie 2021 22 mai 2021 tv.frh.ro15:45 | Țicu 8      | (11–12) | Ilina 6                 | Sala Sporturilor „Kati Szabó”, Sfântu Gheorghe Asistență: 0 Arbitri: Ciulei, Stoia |
| 25 aprilie 2021 22 mai 2021 tv.frh.ro15:45 | 2× 3×       | Cronica | 2× 3×                   | Sala Sporturilor „Kati Szabó”, Sfântu Gheorghe Asistență: 0 Arbitri: Ciulei, Stoia |

| 25 aprilie 2021 22 mai 2021 tv.frh.ro17:10 | CS Dacia Mioveni 2012 | 22 – 27 | CSM Slatina | Arena Sepsi, Sfântu Gheorghe Asistență: 0 Arbitri: Stark, Ștefan |
| 25 aprilie 2021 22 mai 2021 tv.frh.ro17:10 | Andrei 7              | (12–17) | Popescu 7   | Arena Sepsi, Sfântu Gheorghe Asistență: 0 Arbitri: Stark, Ștefan |
| 25 aprilie 2021 22 mai 2021 tv.frh.ro17:10 | 1× 1×                 | Cronica | 3×          | Arena Sepsi, Sfântu Gheorghe Asistență: 0 Arbitri: Stark, Ștefan |

| 25 aprilie 2021 22 mai 2021 tv.frh.ro19:45 | CS Activ Ploiești | 20 – 27 | HC Zalău  | Arena Sepsi, Sfântu Gheorghe Asistență: 0 Arbitri: Mârza, Nedelea |
| 25 aprilie 2021 22 mai 2021 tv.frh.ro19:45 | I. Leuștean 7     | (13–17) | Severin 7 | Arena Sepsi, Sfântu Gheorghe Asistență: 0 Arbitri: Mârza, Nedelea |
| 25 aprilie 2021 22 mai 2021 tv.frh.ro19:45 | 3× 1×             | Cronica | 4× 2×     | Arena Sepsi, Sfântu Gheorghe Asistență: 0 Arbitri: Mârza, Nedelea |

CS Minaur Baia Mare a stat

### Etapa a XXVII-a
| 29 aprilie 2021 23 mai 2021 TVR 211:00 | CSM București | 28 – 201) | CSU Cluj Napoca    | Arena Sepsi, Sfântu Gheorghe Asistență: 0 Arbitri: Drăghici, Drăguț |
| 29 aprilie 2021 23 mai 2021 TVR 211:00 | Moisă 9       | (14–8)    | D. Lazăr, Necula 4 | Arena Sepsi, Sfântu Gheorghe Asistență: 0 Arbitri: Drăghici, Drăguț |
| 29 aprilie 2021 23 mai 2021 TVR 211:00 | 2× 3×         | Cronica   | 1×                 | Arena Sepsi, Sfântu Gheorghe Asistență: 0 Arbitri: Drăghici, Drăguț |

| 29 aprilie 2021 23 mai 2021 tv.frh.ro11:30 | CS Minaur Baia Mare     | 31 – 22 | CS Dacia Mioveni 2012 | Sala Sporturilor „Kati Szabó”, Sfântu Gheorghe Asistență: 0 Arbitri: Ciulei, Stoia |
| 29 aprilie 2021 23 mai 2021 tv.frh.ro11:30 | Burlacenko, Kovačević 4 | (17–11) | Cîrjan 6              | Sala Sporturilor „Kati Szabó”, Sfântu Gheorghe Asistență: 0 Arbitri: Ciulei, Stoia |
| 29 aprilie 2021 23 mai 2021 tv.frh.ro11:30 | 2× 1×                   | Cronica | 1× 2×                 | Sala Sporturilor „Kati Szabó”, Sfântu Gheorghe Asistență: 0 Arbitri: Ciulei, Stoia |

| 29 aprilie 2021 23 mai 2021 tv.frh.ro14:15 | HC Dunărea Brăila | 28 – 18 | SCM Craiova | Sala Sporturilor „Kati Szabó”, Sfântu Gheorghe Asistență: 0 Arbitri: Manafu, Pavel |
| 29 aprilie 2021 23 mai 2021 tv.frh.ro14:15 | Dache, Kanaval 6  | (10–7)  | Zamfir 10   | Sala Sporturilor „Kati Szabó”, Sfântu Gheorghe Asistență: 0 Arbitri: Manafu, Pavel |
| 29 aprilie 2021 23 mai 2021 tv.frh.ro14:15 | 4× 1×             | Cronica | 2× 3×       | Sala Sporturilor „Kati Szabó”, Sfântu Gheorghe Asistență: 0 Arbitri: Manafu, Pavel |

| 29 aprilie 2021 23 mai 2021 TVR 114:30 | CS Măgura Cisnădie | 35 – 34 | SCM Râmnicu Vâlcea | Arena Sepsi, Sfântu Gheorghe Asistență: 0 Arbitri: Mârza, Nedelea |
| 29 aprilie 2021 23 mai 2021 TVR 114:30 | Tătar 9            | (19–20) | Liščević 10        | Arena Sepsi, Sfântu Gheorghe Asistență: 0 Arbitri: Mârza, Nedelea |
| 29 aprilie 2021 23 mai 2021 TVR 114:30 | 3× 1×              | Cronica | 3× 2×              | Arena Sepsi, Sfântu Gheorghe Asistență: 0 Arbitri: Mârza, Nedelea |

| 29 aprilie 2021 23 mai 2021 tv.frh.ro17:00 | CSM Slatina | 26 – 35 | SCM Gloria Buzău | Sala Sporturilor „Kati Szabó”, Sfântu Gheorghe Asistență: 0 Arbitri: Belean, Hendrea |
| 29 aprilie 2021 23 mai 2021 tv.frh.ro17:00 | Popescu 10  | (13–21) | Iuganu 9         | Sala Sporturilor „Kati Szabó”, Sfântu Gheorghe Asistență: 0 Arbitri: Belean, Hendrea |
| 29 aprilie 2021 23 mai 2021 tv.frh.ro17:00 | 5× 2×       | Cronica | 6× 2×            | Sala Sporturilor „Kati Szabó”, Sfântu Gheorghe Asistență: 0 Arbitri: Belean, Hendrea |

| 29 aprilie 2021 23 mai 2021 tv.frh.ro17:10 | HC Zalău     | 22 – 202) | CSM Galați | Arena Sepsi, Sfântu Gheorghe Asistență: 0 Arbitri: Stark, Ștefan |
| 29 aprilie 2021 23 mai 2021 tv.frh.ro17:10 | Dindiligan 9 | (8–10)    | Andrița 9  | Arena Sepsi, Sfântu Gheorghe Asistență: 0 Arbitri: Stark, Ștefan |
| 29 aprilie 2021 23 mai 2021 tv.frh.ro17:10 | 1× 2×        | Cronica   | 5× 3×      | Arena Sepsi, Sfântu Gheorghe Asistență: 0 Arbitri: Stark, Ștefan |

| 29 aprilie 2021 23 mai 2021 tv.frh.ro19:45 | CS Rapid București   | 38 – 24 | CS Activ Ploiești | Arena Sepsi, Sfântu Gheorghe Asistență: 0 Arbitri: Gurbina, Stanciu |
| 29 aprilie 2021 23 mai 2021 tv.frh.ro19:45 | Buceschi, Ș. Lazăr 6 | (16–11) | I. Leuștean       | Arena Sepsi, Sfântu Gheorghe Asistență: 0 Arbitri: Gurbina, Stanciu |
| 29 aprilie 2021 23 mai 2021 tv.frh.ro19:45 | 3× 3×                | Cronica | 3× 2×             | Arena Sepsi, Sfântu Gheorghe Asistență: 0 Arbitri: Gurbina, Stanciu |

1) În urma victoriei din această etapă, CSM București a câștigat matematic titlul național.

2) În urma înfrângerii suferite în această etapă, CSM Galați a retrogradat matematic în Divizia A, nemaiputând ajunge la puncte echipa clasată pe locul al 12-lea.
CS Gloria 2018 Bistrița a stat

### Etapa a XXVIII-a
| 9 mai 2021 31 mai 2021 tv.frh.ro10:15 | CS Activ Ploiești              | 26 – 29 | CSM Slatina | Sala „Rapid”, București Asistență: 0 Arbitri: Popa, Velișca |
| 9 mai 2021 31 mai 2021 tv.frh.ro10:15 | I. Leuștean, Panaite, Vartic 4 | (14–17) | Ostase 8    | Sala „Rapid”, București Asistență: 0 Arbitri: Popa, Velișca |
| 9 mai 2021 31 mai 2021 tv.frh.ro10:15 | 3× 1×                          | Cronica | 2× 3×       | Sala „Rapid”, București Asistență: 0 Arbitri: Popa, Velișca |

| 9 mai 2021 31 mai 2021 TVR 212:00 | SCM Gloria Buzău | 26 – 25 | CS Minaur Baia Mare | Sala Polivalentă, București Asistență: 0 Arbitri: Gurbina, Stanciu |
| 9 mai 2021 31 mai 2021 TVR 212:00 | Janjušević 8     | (12–11) | Laslo 7             | Sala Polivalentă, București Asistență: 0 Arbitri: Gurbina, Stanciu |
| 9 mai 2021 31 mai 2021 TVR 212:00 | 2× 2×            | Cronica | 7× 3×               | Sala Polivalentă, București Asistență: 0 Arbitri: Gurbina, Stanciu |

| 9 mai 2021 31 mai 2021 tv.frh.ro13:00 | CSM Galați | 29 – 36 | CS Rapid București | Sala „Rapid”, București Asistență: 0 Arbitri: Ghiorghișor, State |
| 9 mai 2021 31 mai 2021 tv.frh.ro13:00 | Conache 9  | (14–22) | Buceschi 7         | Sala „Rapid”, București Asistență: 0 Arbitri: Ghiorghișor, State |
| 9 mai 2021 31 mai 2021 tv.frh.ro13:00 | 1× 2×      | Cronica | 3× 2×              | Sala „Rapid”, București Asistență: 0 Arbitri: Ghiorghișor, State |

| 9 mai 2021 31 mai 2021 tv.frh.ro15:45 | CS Dacia Mioveni 2012 | 22 – 22 | CS Gloria 2018 Bistrița | Sala „Rapid”, București Asistență: 0 Arbitri: Nacu, Rucoi |
| 9 mai 2021 31 mai 2021 tv.frh.ro15:45 | Tanasković 6          | (13–12) | Costa 10                | Sala „Rapid”, București Asistență: 0 Arbitri: Nacu, Rucoi |
| 9 mai 2021 31 mai 2021 tv.frh.ro15:45 | 4× 2×                 | Cronica | 3× 3×                   | Sala „Rapid”, București Asistență: 0 Arbitri: Nacu, Rucoi |

| 9 mai 2021 31 mai 2021 TVR 116:00 | SCM Craiova  | 27 – 26 | CSM București | Sala Polivalentă, București Asistență: 0 Arbitri: Agliceriu, Turdean |
| 9 mai 2021 31 mai 2021 TVR 116:00 | Nica, Țicu 6 | (12–15) | Pintea 8      | Sala Polivalentă, București Asistență: 0 Arbitri: Agliceriu, Turdean |
| 9 mai 2021 31 mai 2021 TVR 116:00 | 4× 1×        | Cronica | 4× 1×         | Sala Polivalentă, București Asistență: 0 Arbitri: Agliceriu, Turdean |

| 9 mai 2021 31 mai 2021 tv.frh.ro18:30 | CSU Cluj Napoca  | 25 – 33 | CS Măgura Cisnădie | Sala „Rapid”, București Asistență: 0 Arbitri: Georgescu, Moldoveanu |
| 9 mai 2021 31 mai 2021 tv.frh.ro18:30 | Lazăr, Nicolae 6 | (13–19) | Blažević 10        | Sala „Rapid”, București Asistență: 0 Arbitri: Georgescu, Moldoveanu |
| 9 mai 2021 31 mai 2021 tv.frh.ro18:30 | 3× 2×            | Cronica | 3× 2×              | Sala „Rapid”, București Asistență: 0 Arbitri: Georgescu, Moldoveanu |

| 9 mai 2021 31 mai 2021 tv.frh.ro18:40 | SCM Râmnicu Vâlcea    | 29 – 27 | HC Zalău  | Sala Polivalentă, București Asistență: 0 Arbitri: Harabagiu, Stănescu |
| 9 mai 2021 31 mai 2021 tv.frh.ro18:40 | Elghaoui, Fernández 5 | (18–15) | Severin 7 | Sala Polivalentă, București Asistență: 0 Arbitri: Harabagiu, Stănescu |
| 9 mai 2021 31 mai 2021 tv.frh.ro18:40 | 3× 1×                 | Cronica | 5× 2×     | Sala Polivalentă, București Asistență: 0 Arbitri: Harabagiu, Stănescu |

HC Dunărea Brăila a stat

### Etapa a XXIX-a
| 20 mai 2021 30 mai 2021 tv.frh.ro18:45 | CS Rapid București | 34 – 25 | HC Zalău      | Sala Polivalentă, București Asistență: 0 Arbitri: Șerbu, Vasilescu |
| 20 mai 2021 30 mai 2021 tv.frh.ro18:45 | Buceschi 10        | (15–11) | Dindiligan 12 | Sala Polivalentă, București Asistență: 0 Arbitri: Șerbu, Vasilescu |
| 20 mai 2021 30 mai 2021 tv.frh.ro18:45 | 5× 2×              | Cronica | 1×            | Sala Polivalentă, București Asistență: 0 Arbitri: Șerbu, Vasilescu |

Pe 27 mai 2021, Guvernul României a adoptat o „Hotărâre pentru modificarea și completarea anexelor nr. 2 și 3 la Hotărârea Guvernului nr. 531/2021 privind prelungirea stării de alertă pe teritoriul României începând cu data de 13 mai 2021”. Conform acesteia, începând cu data de 1 iunie 2021, „activitatea cu publicul a operatorilor economici care desfășoară activitatea în spații închise în domeniul sălilor de sport și/sau fitness este permisă fără a depăși 50% din capacitatea maximă a spațiului în județele/localitățile unde incidența cumulată la 14 zile este mai mare de 3/1.000 de locuitori și mai mică de 4/1.000 de locuitori cu asigurarea unei suprafețe de minimum 7 mp pentru fiecare persoană”. Pe 1 iunie 2021, Federația Română de Handbal a emis un comunicat prin care preciza că a luat la cunoștință decizia guvernului, însă „ținând cont de o serie de factori, printre care  programarea turneului înainte de a se modifica legislația în ceea ce privește accesul spectatorilor, pe un teren care nu este neutru; desfășurarea primelor două zile ale turneului, precum și a întregului sezon fără a fi permis accesul spectatorilor, Federația Română de Handbal consideră că soluția corectă față de toate echipele participante în Liga Florilor MOL sezon 2020-2021 este aceea de a desfășura și ultimele două zile ale aceste competiții fără spectatori”.
| 20 mai 2021 2 iunie 2021 tv.frh.ro13:00 | HC Dunărea Brăila     | 24 – 19 | CS Dacia Mioveni 2012 | Sala „Rapid”, București Asistență: 0 Arbitri: Doană, Gociu |
| 20 mai 2021 2 iunie 2021 tv.frh.ro13:00 | Udriștioiu, Kanaval 6 | (11–8)  | Andrei 6              | Sala „Rapid”, București Asistență: 0 Arbitri: Doană, Gociu |
| 20 mai 2021 2 iunie 2021 tv.frh.ro13:00 | 4× 1×                 | Cronica | 2× 1×                 | Sala „Rapid”, București Asistență: 0 Arbitri: Doană, Gociu |

| 20 mai 2021 2 iunie 2021 tv.frh.ro13:15 | CSM Slatina | 30 – 19 | CSM Galați         | Sala Polivalentă, București Asistență: 0 Arbitri: Ifrim, Ilisei |
| 20 mai 2021 2 iunie 2021 tv.frh.ro13:15 | Popescu 11  | (15–5)  | Andrița, Conache 3 | Sala Polivalentă, București Asistență: 0 Arbitri: Ifrim, Ilisei |
| 20 mai 2021 2 iunie 2021 tv.frh.ro13:15 | 4× 2×       | Cronica | 4× 3×              | Sala Polivalentă, București Asistență: 0 Arbitri: Ifrim, Ilisei |

| 20 mai 2021 2 iunie 2021 tv.frh.ro15:45 | CS Minaur Baia Mare | 33 – 291) | CS Activ Ploiești | Sala „Rapid”, București Asistență: 0 Arbitri: Mârza, Nedelea |
| 20 mai 2021 2 iunie 2021 tv.frh.ro15:45 | Borș, Burlacenko 6  | (20–14)   | I. Leuștean 6     | Sala „Rapid”, București Asistență: 0 Arbitri: Mârza, Nedelea |
| 20 mai 2021 2 iunie 2021 tv.frh.ro15:45 | 4× 1×               | Cronica   | 5× 1×             | Sala „Rapid”, București Asistență: 0 Arbitri: Mârza, Nedelea |

| 20 mai 2021 2 iunie 2021 TVR 216:00 | CS Gloria 2018 Bistrița | 29 – 28 | SCM Gloria Buzău | Sala Polivalentă, București Asistență: 0 Arbitri: Hagiu, Gheorghiu |
| 20 mai 2021 2 iunie 2021 TVR 216:00 | Ilina 6                 | (15–14) | Janjušević 8     | Sala Polivalentă, București Asistență: 0 Arbitri: Hagiu, Gheorghiu |
| 20 mai 2021 2 iunie 2021 TVR 216:00 | 5× 1× 1×                | Cronica | 3× 3×            | Sala Polivalentă, București Asistență: 0 Arbitri: Hagiu, Gheorghiu |

| 20 mai 2021 2 iunie 2021 TVR 118:30 | CS Măgura Cisnădie | 27 – 222) | SCM Craiova | Sala Polivalentă, București Asistență: 0 Arbitri: Ciulei, Stoia |
| 20 mai 2021 2 iunie 2021 TVR 118:30 | Blažević 11        | (15–12)   | Zamfir 6    | Sala Polivalentă, București Asistență: 0 Arbitri: Ciulei, Stoia |
| 20 mai 2021 2 iunie 2021 TVR 118:30 | 3× 1×              | Cronica   | 1× 1×       | Sala Polivalentă, București Asistență: 0 Arbitri: Ciulei, Stoia |

| 20 mai 2021 2 iunie 2021 tv.frh.ro18:30 | CSU Cluj Napoca | 23 – 261) | SCM Râmnicu Vâlcea | Sala „Rapid”, București Asistență: 0 Arbitri: Gorina, Melencu |
| 20 mai 2021 2 iunie 2021 tv.frh.ro18:30 | Cordoș 5        | (8–17)    | Glibko 8           | Sala „Rapid”, București Asistență: 0 Arbitri: Gorina, Melencu |
| 20 mai 2021 2 iunie 2021 tv.frh.ro18:30 | 4× 1×           | Cronica   | 2× 3×              | Sala „Rapid”, București Asistență: 0 Arbitri: Gorina, Melencu |

1) În urma victoriilor din această etapă, CS Minaur Baia Mare și SCM Râmnicu Vâlcea s-au clasat pe locurile 2, respectiv 3 în clasamentul final.

2) În urma înfrângerii suferite în această etapă, SCM Craiova a devenit matematic a doua echipă obligată să participe la meciurile de baraj pentru rămânerea în Liga Națională.
CSM București a stat

### Etapa a XXX-a
| 23 mai 2021 30 mai 2021 tv.frh.ro18:45 | CS Dacia Mioveni 2012 | 18 – 351) | CSM București | Sala Polivalentă, București Asistență: 0 Arbitri: Costache, Vasile |
| 23 mai 2021 30 mai 2021 tv.frh.ro18:45 | D. Constantinescu 5   | (8–17)    | Pintea 9      | Sala Polivalentă, București Asistență: 0 Arbitri: Costache, Vasile |
| 23 mai 2021 30 mai 2021 tv.frh.ro18:45 | 3× 1×                 | Cronica   | 1×            | Sala Polivalentă, București Asistență: 0 Arbitri: Costache, Vasile |

| 23 mai 2021 3 iunie 2021 tv.frh.ro09:25 | HC Zalău     | 30 – 25 | CSM Slatina | Sala „Rapid”, București Asistență: 0 Arbitri: Mârza, Nedelea |
| 23 mai 2021 3 iunie 2021 tv.frh.ro09:25 | Dindiligan 7 | (17–12) | Ivan 8      | Sala „Rapid”, București Asistență: 0 Arbitri: Mârza, Nedelea |
| 23 mai 2021 3 iunie 2021 tv.frh.ro09:25 | 5× 2×        | Cronica | 7× 2×       | Sala „Rapid”, București Asistență: 0 Arbitri: Mârza, Nedelea |

| 23 mai 2021 3 iunie 2021 TVR 212:00 | SCM Gloria Buzău | 29 – 31 | HC Dunărea Brăila | Sala Polivalentă, București Asistență: 0 Arbitri: Gorina, Melencu |
| 23 mai 2021 3 iunie 2021 TVR 212:00 | Iuganu 7         | (11–17) | Udriștioiu 9      | Sala Polivalentă, București Asistență: 0 Arbitri: Gorina, Melencu |
| 23 mai 2021 3 iunie 2021 TVR 212:00 | 2× 2×            | Cronica | 4× 2× 1×          | Sala Polivalentă, București Asistență: 0 Arbitri: Gorina, Melencu |

| 23 mai 2021 3 iunie 2021 tv.frh.ro12:00 | CSM Galați | 28 – 42 | CS Minaur Baia Mare | Sala „Rapid”, București Asistență: 0 Arbitri: Doană, Gociu |
| 23 mai 2021 3 iunie 2021 tv.frh.ro12:00 | Cioaric 8  | (13–21) | Blohm 7             | Sala „Rapid”, București Asistență: 0 Arbitri: Doană, Gociu |
| 23 mai 2021 3 iunie 2021 tv.frh.ro12:00 | 1× 1×      | Cronica | 1×                  | Sala „Rapid”, București Asistență: 0 Arbitri: Doană, Gociu |

| 23 mai 2021 3 iunie 2021 tv.frh.ro15:00 | CS Activ Ploiești | 29 – 41 | CS Gloria 2018 Bistrița | Sala „Rapid”, București Asistență: 0 Arbitri: Ifrim, Ilisei |
| 23 mai 2021 3 iunie 2021 tv.frh.ro15:00 | I. Leuștean 9     | (20–19) | Costa, Rațiu 7          | Sala „Rapid”, București Asistență: 0 Arbitri: Ifrim, Ilisei |
| 23 mai 2021 3 iunie 2021 tv.frh.ro15:00 | 2× 2×             | Cronica | 7× 2×                   | Sala „Rapid”, București Asistență: 0 Arbitri: Ifrim, Ilisei |

| 23 mai 2021 3 iunie 2021 TVR 116:00 | SCM Râmnicu Vâlcea | 33 – 26 | CS Rapid București  | Sala Polivalentă, București Asistență: 0 Arbitri: Ciulei, Stoia |
| 23 mai 2021 3 iunie 2021 TVR 116:00 | Liščević 12        | (14–15) | C. Constantinescu 7 | Sala Polivalentă, București Asistență: 0 Arbitri: Ciulei, Stoia |
| 23 mai 2021 3 iunie 2021 TVR 116:00 | 1× 1×              | Cronica | 2× 1×               | Sala Polivalentă, București Asistență: 0 Arbitri: Ciulei, Stoia |

| 23 mai 2021 3 iunie 2021 tv.frh.ro17:45 | SCM Craiova | 26 – 25 | CSU Cluj Napoca | Sala „Rapid”, București Asistență: 0 Arbitri: Hagiu, Gheorghiu |
| 23 mai 2021 3 iunie 2021 tv.frh.ro17:45 | Cace 7      | (12–12) | F. Ilie 7       | Sala „Rapid”, București Asistență: 0 Arbitri: Hagiu, Gheorghiu |
| 23 mai 2021 3 iunie 2021 tv.frh.ro17:45 | 2× 2×       | Cronica | 1× 1×           | Sala „Rapid”, București Asistență: 0 Arbitri: Hagiu, Gheorghiu |

1) În urma înfrângerii suferite în această etapă, CS Dacia Mioveni 2012 a devenit matematic prima echipă obligată să participe la meciurile de baraj pentru rămânerea în Liga Națională.
CS Măgura Cisnădie a stat

## Promovare și retrogradare
În ediția 2020-2021, Liga Națională de handbal feminin s-a desfășurat în mod excepțional cu 16 echipe. Conform regulamentului de desfășurare a competiției, „echipele clasate pe locurile 16, 15, 14 și 13 vor retrograda direct în Divizia A”, însă ACS Crișul Chișineu-Criș a fost retrasă din campionat după 6 etape de către Consiliul de Administrație al clubului, deoarece „bugetul orașului nu suportă susținerea echipei de handbal în Liga Florilor”. Astfel, doar echipele clasate pe ultimele trei locuri la finalul competiției au retrogradat direct, în timp ce echipele clasate pe locurile 11 și 12 au disputat un turneu de baraj împreună cu formațiile care au terminat pe locurile 3 și 4 în Divizia A. Regulamentul de desfășurare mai preciza că, la capătul turneului de baraj, primele două echipe clasate vor rămâne sau, după caz, vor promova în Liga Națională.
Echipele care au retrogradat direct sunt următoarele: 
- CS Activ Prahova Ploiești, retrogradată matematic în urma înfrângerii din data de 15 mai 2021, din etapa a XXIII-a, punctele acumulate până în acel moment nemaifiindu-i suficiente pentru a rămâne în Liga Națională, indiferent de rezultatele din partidele rămase de jucat;
- CSU Cluj Napoca, retrogradată matematic în urma înfrângerii din data de 20 mai 2021, din etapa a XXV-a;[43]
- CSM Galați, retrogradată matematic în urma înfrângerii din data de 23 mai 2021, din etapa a XXVII-a;

Ca și în edițiile anterioare, echipele clasate pe locurile 1 și 2 în Divizia A au promovat direct în Liga Națională. Cele două echipe, CSM Deva și CSU Știința București, au promovat după ce s-au calificat în finala Diviziei A, pe 15 mai 2021.

### Barajul pentru promovare/menținere în Liga Națională
Turneul de baraj a fost inițial prevăzut a se desfășura în perioada 27–30 mai 2021, dar a trebuit amânat după ce toate etapele Ligii Naționale au fost reprogramate din cauza pandemiei de COVID-19.
|  | Echipe rămase în Liga Națională |
|  | Echipe rămase în Divizia A      |

| Poz. | Echipa                | J | V | E | Î | GM | GP  | DG   | P |
| ---- | --------------------- | - | - | - | - | -- | --- | ---- | - |
| 1    | SCM Craiova           | 3 | 3 | 0 | 0 | 93 | 64  | + 29 | 9 |
| 2    | CS Dacia Mioveni 2012 | 3 | 2 | 0 | 1 | 85 | 65  | + 20 | 6 |
| 3    | Corona Brașov         | 3 | 1 | 0 | 2 | 81 | 79  | + 2  | 3 |
| 4    | CSM Roman             | 3 | 0 | 0 | 3 | 52 | 103 | – 51 | 0 |

Astfel, la sfârșitul sezonului 2020-2021
- SCM Craiova și CS Dacia Mioveni 2012 au rămas în Liga Națională;
- CSM Deva și CSU Știința București au promovat în Liga Națională;

## Clasamentul marcatoarelor
Modificat pe 16 noiembrie 2020, după retragerea ACS Crișul Chișineu-Criș din Liga Națională;2)

Actualizat pe 3 iunie 2021;
| Poz.                        | Nume                       | Echipă                  | Goluri |
| --------------------------- | -------------------------- | ----------------------- | ------ |
| Trofeul Simona Arghir Sandu | Jovana Kovačević (SRB)     | CS Minaur Baia Mare     | 181    |
| 2                           | Luciana Popescu (ROU)      | CSM Slatina             | 177    |
| 3                           | Eliza Buceschi (ROU)       | CS Rapid București      | 164    |
| 4                           | Valentina Blažević (CRO)   | CS Măgura Cisnădie      | 158    |
| 5                           | Crina Pintea (ROU)         | CSM București           | 153    |
| 6                           | Alexandra Severin (ROU)    | HC Zalău                | 148    |
| 7                           | Alexandra Dindiligan (ROU) | HC Zalău                | 135    |
| 7                           | Anđela Janjušević (SRB)    | SCM Gloria Buzău        | 135    |
| 9                           | Diana Lazăr (ROU)          | „U” Cluj                | 131    |
| 10                          | Rebeca Necula (ROU)        | „U” Cluj                | 128    |
| 11                          | Marina Dmitrović (SRB)     | HC Dunărea Brăila       | 127    |
| 11                          | Kristina Liščević (SRB)    | SCM Râmnicu Vâlcea      | 127    |
| 13                          | Timea Tătar (ROU)          | CS Măgura Cisnădie      | 118    |
| 14                          | Nicoleta Dincă (ROU)       | CS Gloria 2018 Bistrița | 117    |
| 15                          | Ana Maria Țicu (ROU)       | SCM Craiova             | 116    |
| 16                          | Cătălina Cioaric (ROU)     | CSM Galați              | 113    |
| 17                          | Cristina Laslo (ROU)       | CS Minaur Baia Mare     | 112    |
| 18                          | Cristina Andrița (ROU)     | CSM Galați              | 111    |
| 18                          | Elena Gjeorgjievska (MKD)  | CS Măgura Cisnădie      | 111    |
| 18                          | Lorena Ostase (ROU)        | CSM Slatina             | 111    |

## Echipa ideală
La finalul competiției, ziarul ProSport a discutat cu tehnicieni care au activat la cele 16 echipe din Liga Națională și a alcătuit echipa ideală a sezonului pe baza voturilor acestora:
| Post               | Handbalistă             | Club                |
| ------------------ | ----------------------- | ------------------- |
| Portar             | Jelena Grubišić (CRO)   | CSM București       |
| Extremă stânga     | Ana Maria Iuganu (ROU)  | SCM Gloria Buzău    |
| Inter stânga       | Cristina Neagu (ROU)    | CSM București       |
| Pivot              | Linn Blohm (SWE)        | CS Minaur Baia Mare |
| Centru             | Kristina Liščević (SRB) | SCM Râmnicu Vâlcea  |
| Inter dreapta      | Barbara Lazović (SLO)   | CSM București       |
| Extremă dreapta    | Carmen Martín (SPA)     | CSM București       |
|                    |                         |                     |
| MVP                | Cristina Neagu (ROU)    | CSM București       |
| Apărătoare         | Maren Aardahl (NOR)     | SCM Râmnicu Vâlcea  |
| Tânără handbalistă | Alexandra Severin (ROU) | HC Zalău            |

|  |  |  |  |